# Ciudadanos (España)
Ciudadanos-Partido de la Ciudadanía (Cs o CS; anteriormente, C's), o simplemente Ciudadanos, es un partido político español situado entre el centro y la centroderecha política. Fue fundado en 2006 en Barcelona, con germen en la plataforma cívica Ciutadans de Catalunya, y refundado en enero de 2023 en Madrid tras su VI Asamblea General. 
El partido alcanza su punto álgido en las elecciones generales de abril de 2019, cuando se convierte en el tercer partido político más votado del país. El partido sufre un fuerte declive electoral en las elecciones de noviembre del mismo año, que lleva a su líder, Albert Rivera, a dimitir y abandonar la política. A partir de ese momento Ciudadanos ha ido perdiendo representación en las elecciones autonómicas y municipales de 2023. A las elecciones generales de 2023 no se presentó, en las elecciones catalanas de 2024 perdió su última representación autonómica y en las elecciones europeas de 2024 se quedó sin eurodiputados.

## Historia

### Fundación y proceso constituyente (2005)

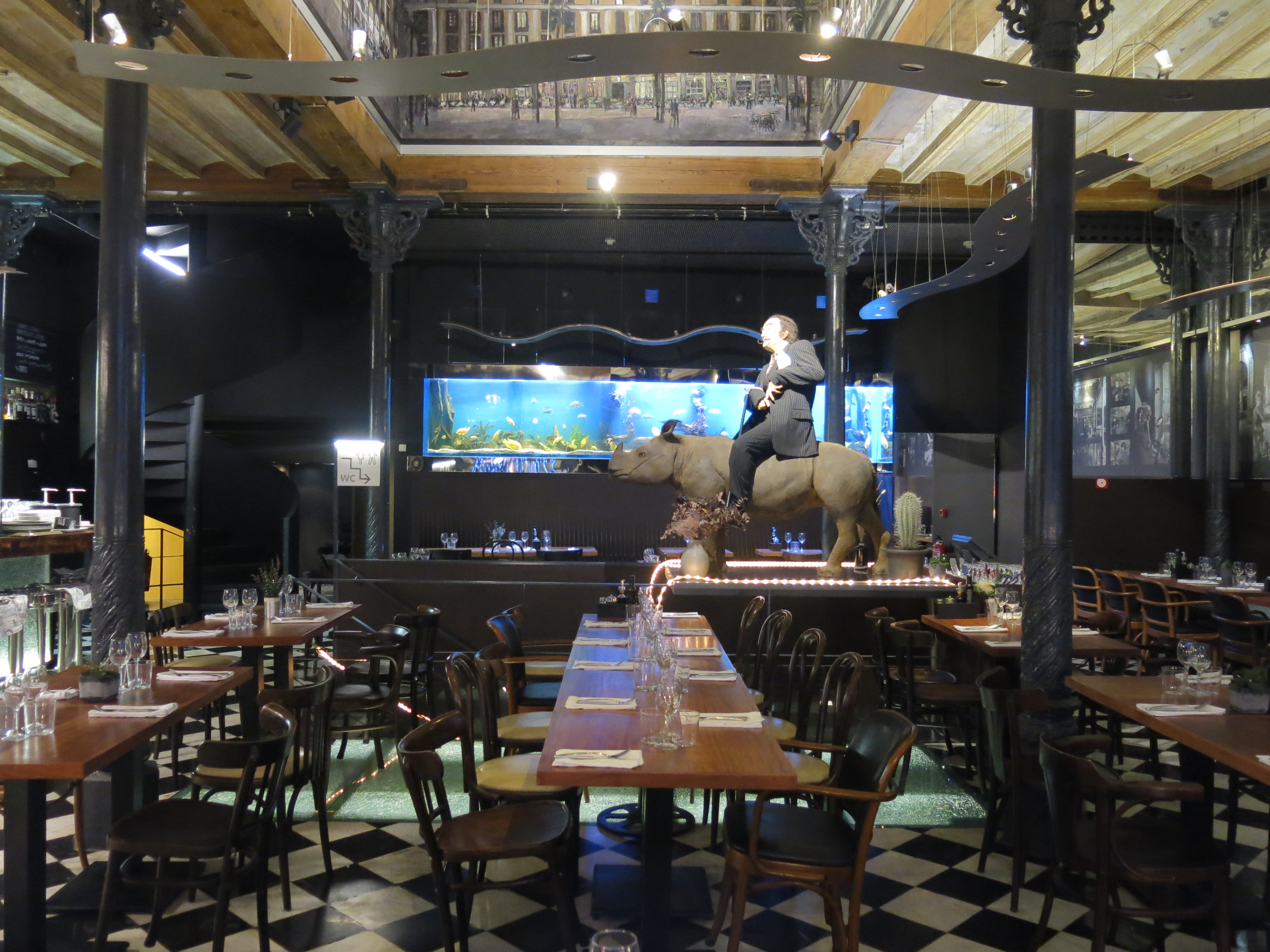
Interior del restaurante Taxidermista en la Plaza Real de Barcelona. Aquí tuvo lugar la presentación del Manifiesto fundacional de Ciutadans el 7 de junio de 2005.

Ciudadanos nació a partir de la plataforma cívica Ciutadans de Catalunya, creada el 7 de junio de 2005 en Barcelona por un grupo de quince intelectuales, profesores universitarios y profesionales de diversos campos. El día 21 de ese mismo mes presentaron en el Centro de Cultura Contemporánea de Barcelona un Primer Manifiesto denominado Por la creación de un nuevo partido político en Cataluña, que también se presentó en Bilbao y en Madrid, en el que se comprometían a impulsar la constitución de una nueva fuerza política de ámbito catalán. Se declararon opuestos a lo que consideraban como la imposición del nacionalismo catalán desde diversos ámbitos del poder en Cataluña, lo que calificaron como «nacionalismo obligatorio».
El acto de presentación del Segundo Manifiesto de la asociación y del proceso constituyente del nuevo partido tuvo lugar el 4 de marzo de 2006, en el teatro Tívoli de Barcelona, con la presencia y apoyo de diversas personalidades del ámbito de la cultura, educación y política. Durante la campaña de Ciutadans de Catalunya para el referéndum de aprobación del nuevo Estatuto de Autonomía, el 5 de junio de 2006, Arcadi Espada y otros miembros de la plataforma fueron agredidos por un grupo de independentistas catalanes. Pese a que los Mozos de Escuadra —acusados de pasividad por el agredido— desmintieron la agresión en un primer momento, todos los grupos políticos la condenaron. La periodista y subdirectora del diario El Mundo, Victoria Prego, fue testigo de todo ello y lo plasmó en dos artículos. La plataforma formalizó una denuncia ante los juzgados de Gerona y, a propuesta del Partido Popular, el pleno del Congreso de los Diputados aprobó de forma unánime un día después una declaración institucional para condenar la agresión de la que fue objeto.

### Congreso Constituyente (I Asamblea General): liderazgo de Albert Rivera
El proceso de creación del partido culminó en un congreso fundacional, celebrado en Bellaterra los días 8 y 9 de julio de 2006 con la participación de 350 delegados procedentes de las aproximadamente cincuenta agrupaciones territoriales y sectoriales de la organización, donde se definió la organización y estructura interna, se eligieron los órganos representativos, se aprobó el cuerpo ideológico que definía al nuevo partido en ese momento, el ámbito de actuación y el nuevo nombre con el que concurriría a las elecciones al Parlamento de Cataluña, celebradas el 1 de noviembre del mismo año. El congreso fundacional eligió como presidente a Albert Rivera, un abogado de veintiséis años y como secretario general a Antonio Robles, ambos al frente de un Comité Ejecutivo de quince miembros.
El nuevo partido decidió denominarse Ciudadanos-Partido de la Ciudadanía, en castellano, con el fin de reafirmar que su ámbito de actuación es el de toda España, si bien en las comunidades autónomas con más de una lengua oficial se usa indistintamente el nombre en ambos idiomas oficiales. Con posterioridad, Albert Rivera afirmó que escogieron la palabra «ciudadanos» como nombre del partido porque les gustaría ser «ciudadanos del mundo».

#### Elecciones al Parlamento de Cataluña de 2006

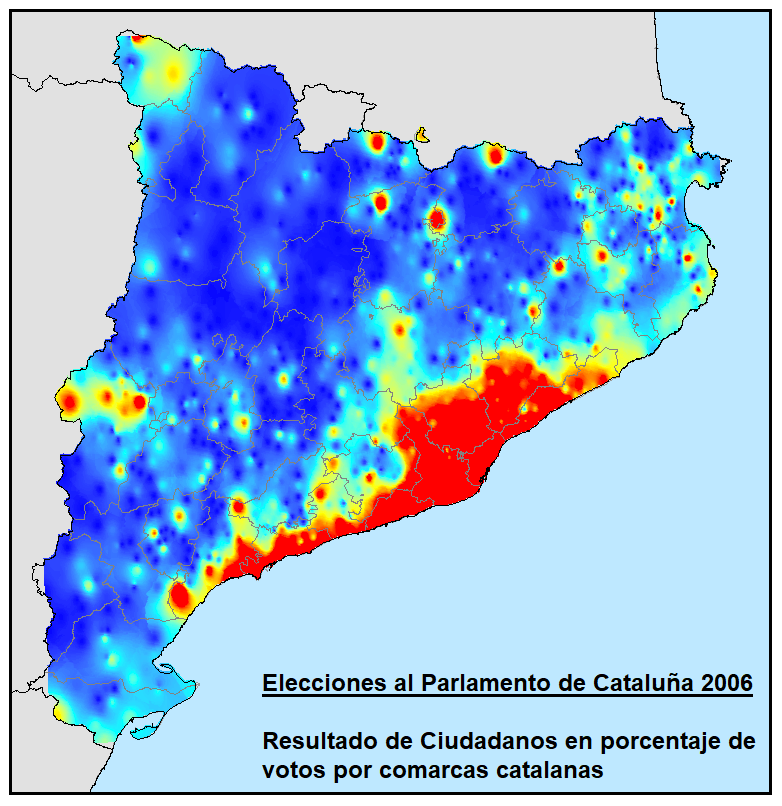
Apoyo en tanto por ciento a Ciudadanos en las elecciones de 2006. En rojo las zonas de mayor apoyo, y en azul las de menor.

Tras el proceso constituyente, Ciudadanos se centró en movilizar para las elecciones al Parlamento catalán de ese mismo año el voto útil de muchos abstencionistas y desengañados con las cinco formaciones —Convergència i Unió, Partido de los Socialistas de Cataluña, Esquerra Republicana de Catalunya, Partido Popular e Iniciativa per Catalunya Verds-Esquerra Unida i Alternativa— con representación en ese momento. Sus expectativas estaban en entrar en la cámara autonómica y continuar creciendo sin pactar ninguna alianza de intereses con un partido nacionalista.
El día 16 de septiembre de 2006, Ciudadanos presentó su candidatura a las elecciones autonómicas del 1 de noviembre en el Palacio de la Música Catalana. Ante los 2000 simpatizantes que llenaron el Palacio se presentaron los candidatos por cada provincia, y un cartel de campaña, que mostraba al candidato Albert Rivera desnudo.
Finalmente, el partido obtuvo tres escaños y un total de 89 840 votos en toda Cataluña, convirtiéndose así en la sexta fuerza política del Parlamento de Cataluña. Los elegidos a ocupar los tres escaños, todos por la circunscripción electoral de Barcelona, fueron Albert Rivera, José Domingo, y Antonio Robles.
| Fecha de celebración | Ámbito                 | Candidato     | Votos  | % de votos | Escaños | Posición |
| -------------------- | ---------------------- | ------------- | ------ | ---------- | ------- | -------- |
| 1 de noviembre       | Parlamento de Cataluña | Albert Rivera | 89 840 | 3,09 %     | 3/135   | 6.ª      |

El programa del partido rehuía cualquier posicionamiento para favorecer a los posibles candidatos a la presidencia de la Generalidad, Artur Mas o José Montilla. Albert Rivera destacó que el partido actuaría solo en cuestiones que preocuparan y afectaran a los ciudadanos catalanes, lejos de cualquier rivalidad o competición por el poder por parte de los grandes partidos como CiU o PSC, los más votados en los comicios de 2006. El 24 de noviembre de 2006, durante la sesión de investidura de Montilla como presidente, Ciudadanos – Partido de la Ciudadanía votó en contra.

#### Elecciones municipales de 2007

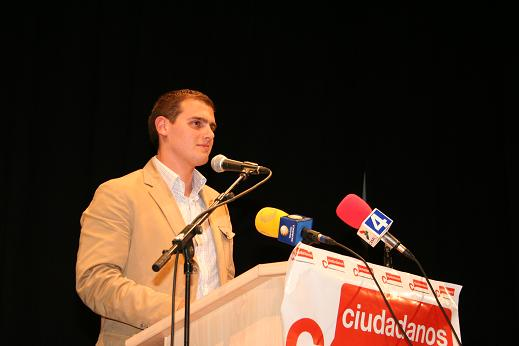
Rivera, en un acto electoral de las municipales en Salamanca.

Tras los comicios catalanes, la formación estudió expandirse a otras comunidades autónomas. El partido se presentó a las elecciones municipales del 27 de mayo de 2007, dando libertad a sus agrupaciones para decidir si presentaban o no candidaturas. Como resultado, Ciudadanos las presentó en diversos municipios catalanes, incluidas las cuatro capitales de provincia, y fuera del ámbito autonómico, en Alicante y Salamanca. Para dichas, candidaturas se escogieron candidatos sin experiencia política previa. En los demás lugares del país donde el partido no se presentó, Ciudadanos pidió el voto en blanco mediante un comunicado oficial.
Durante la campaña, se dieron incidentes puntuales, como el boicot a un acto de la candidatura de Barcelona en los que estaban presentes su candidata Esperanza García y el catedrático Francesc de Carreras. Aparte, Ciudadanos denunció un supuesto apagón informativo al que se le sometió desde los medios de comunicación catalanes, tanto públicos como privados, durante la campaña electoral.
En mayo de 2007 Ciudadanos envió una carta al presidente del Parlamento Europeo denunciando la actitud del Partido de los Socialistas de Cataluña. Dicho partido había sancionado a varios de sus militantes por haber mantenido contactos con ¡Basta Ya!, un colectivo galardonado en 2001 con el Premio Sájarov del Parlamento Europeo a la defensa los derechos humanos y las libertades fundamentales, y calificado por el PSC de «grupúsculo de extrema derecha». Ciudadanos calificó tal comportamiento como «impropio de un partido democrático» y que habría «deshonrado públicamente» al Parlamento.
Ciudadanos preveía conseguir entre 30 y 35 concejales y una alcaldía; pero, sin embargo, en Cataluña obtuvieron 67 315 votos y 13 concejales —ocho en la provincia de Barcelona (Castelldefels, Gavá, Montornés del Vallés, San Andrés de la Barca, San Baudilio de Llobregat, San Pedro de Vilamajor, Viladecans y Vilanova del Camí) y cinco en la de Lérida (los cinco ediles de Gimenells i el Pla de la Font)—. Fuera de Cataluña, obtuvieron 2048 votos (1,41 %) en Alicante y 1859 (2,28 %) en Salamanca, sin obtener representación en ambos consistorios.
| Comicios | Líder         | # de votos | %      | Concejales | Notas |
| -------- | ------------- | ---------- | ------ | ---------- | ----- |
| 2007     | Albert Rivera | 71 226     | 0,32 % | 13/66 131  |       |

### II Asamblea General
Los días 30 de junio y 1 de julio de 2007 se celebró la segunda Asamblea General, tal y como estipulaban sus estatutos. El primer día fueron rechazados por la Asamblea los informes presentados por la Ejecutiva y el Consejo General. Solo se aprobó el presentado por la Comisión de Garantías. Como parte de los estatutos, fue aprobado un sistema de listas abiertas puras, sin limitación de voto para la elección del Comité Ejecutivo. También el establecimiento de elecciones primarias para la elaboración de listas electorales y la reducción a cinco del número de miembros del Comité Ejecutivo presentes en el Consejo General, entre otras reformas.
En el ideario fue aprobada la denominada Enmienda Carreras, a la totalidad del texto, realizada por Francesc de Carreras y apoyada por Albert Rivera y su entorno. En el prólogo del nuevo ideario se menciona, como uno de los factores que provocaron el nacimiento de Ciudadanos, «el vacío de representación que existía en el espacio electoral de centroizquierda no nacionalista». Esta frase desató la polémica en el congreso, ya que hasta entonces el partido se había denominado como transversal a toda ideología. La aprobación de tal ideario acabó provocando la baja del partido de gran parte de los militantes situados ideológicamente más a la derecha o contrarios a alinearse en el eje izquierda-derecha, así como la mayor parte de los miembros de la lista derrotada en la elección para el Comité Ejecutivo, encabezada por el profesor de ciencias políticas de la Universidad de Barcelona Luis Bouza-Brey, que solo alcanzó uno de los 20 puestos en disputa.

#### Elecciones generales y andaluzas de 2008
Ciudadanos comenzó en noviembre y diciembre de 2007, respectivamente, dos procesos simultáneos para las elecciones generales del 9 de marzo de 2008: la elaboración de su programa electoral y la elección de sus candidatos. En el proceso de elaboración del programa electoral pudieron formular propuestas sus agrupaciones, sus afiliados individualmente y cualquier cibernauta desde la página web. Para la elección de candidatos se estableció un sistema de elecciones primarias para cada circunscripción. Ambos procesos culminaron en enero de 2008 con la publicación en su página web de su programa electoral y la proclamación de candidatos, Fernando Landecho por Madrid y Albert Rivera por Barcelona.
Finalmente Ciudadanos – Partido de la Ciudadanía presentó listas al Congreso de los Diputados en las 52 circunscripciones españolas, declarando que tenían sus mayores expectativas electorales en las de la capital y la ciudad condal. Sin embargo, los resultados electorales estuvieron en línea con las encuestas, que en su práctica totalidad no recogían la posibilidad de obtener representación parlamentaria. Ciudadanos obtuvo 45 750 votos en toda el territorio nacional (0,18 %). Asimismo, Ciudadanos se presentó también a las elecciones al Parlamento de Andalucía, obteniendo 6024 votos (el 0,13 % del total).
| Fecha de celebración | Ámbito                  | Candidato                 | Votos  | % de votos | Escaños | Posición |
| -------------------- | ----------------------- | ------------------------- | ------ | ---------- | ------- | -------- |
| 9 de marzo           | Generales               | Albert Rivera             | 46 313 | 0,18 %     | 0/350   | 13.ª     |
| 9 de marzo           | Parlamento de Andalucía | Antonio Venceslá Mariscal | 6024   | 0,13 %     | 0/109   | 9.ª      |

En el año 2008, el partido constituyó la fundación Tribuna Cívica, inscrita en el Registro de Fundaciones, y con domicilio social en Madrid.
El periódico catalán Ara publicó que Ciudadanos tenía una fundación y que esta no había sido fiscalizada por la Sindicatura de Cuentas de Cataluña. Sin embargo, desde la formación informaron que se remitió a la Sindicatura una carta explicando que la única fundación vinculada a Ciudadanos no estaba registrada en los archivos de la Generalidad sino en los del Ministerio de Educación, Cultura y Deporte, al tener su ámbito de actuación en toda España y, que por tanto, debía ser fiscalizada por el Tribunal de Cuentas. También indicaron que la fundación no había recibido nunca ni dinero público ni donaciones. A pesar de ello, Ciudadanos remitió voluntariamente las cuentas a la Sindicatura de Cuentas y las publicó en la página web del partido.

#### Elecciones al Parlamento Europeo de 2009 y pacto con Libertas

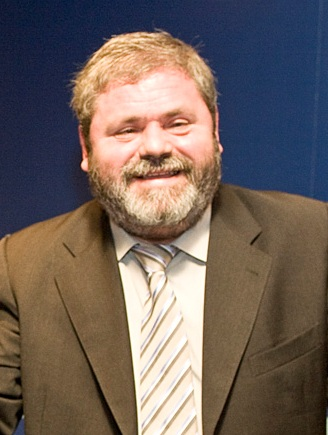
Miguel Durán, cabeza de lista de Libertas-Ciudadanos de España.

Los primeros movimientos de Ciudadanos-Partido de la Ciudadanía consistieron en el anuncio de que había invitado a Unión Progreso y Democracia a concurrir juntos a las elecciones europeas, oferta que fue rechazada. Más tarde hicieron público que se presentarían a las elecciones europeas dentro de una coalición de partidos locales y regionales de toda España. Asimismo, anunciaron que su candidato sería su secretario de relaciones institucionales, José Manuel Villegas.
Posteriormente a este acuerdo, cuya candidatura recibió el nombre de Ciudadanos de España, llegó a un acuerdo con el partido europeo Libertas, una organización paneuropea promovida por el irlandés Declan Ganley, que lideró en su país la oposición al Tratado de Lisboa. Además, se anunció que el cabeza de lista sería Miguel Durán, expresidente de la ONCE y Telecinco, pasando José Manuel Villegas al segundo puesto de la lista. Este acuerdo, sin embargo, fue polémico en el seno del partido —por la adscripción ultraconservadora de Libertas y por llevarse a cabo para obtener financiación de su polémico presidente— propiciando, entre otros efectos, el abandono de dos de los tres diputados que Ciudadanos tenía en el Parlamento de Cataluña, Antonio Robles y José Domingo, que no aceptaron la decisión adoptada por mayoría absoluta del Consejo General del partido de concurrir a las elecciones europeas e intentaron destituir a Albert Rivera como portavoz del grupo mixto.
Finalmente, la candidatura obtuvo 22 903 votos, sin lograr representación en la Eurocámara. Antonio Robles marchó a Unión Progreso y Democracia, abandonando su escaño, mientras que José Domingo continuó ocupando el escaño ganado por Cs, pese a haber abandonado el partido. El escaño de Robles fue ocupado por Carmen de Rivera.
| Fecha de celebración | Ámbito             | Candidato    | Votos  | % de votos | Escaños | Posición |
| -------------------- | ------------------ | ------------ | ------ | ---------- | ------- | -------- |
| 7 de junio           | Parlamento Europeo | Miguel Durán | 22 903 | 0,14 %     | 0/54    | 11.ª     |

#### Elecciones al Parlamento de Cataluña de 2010

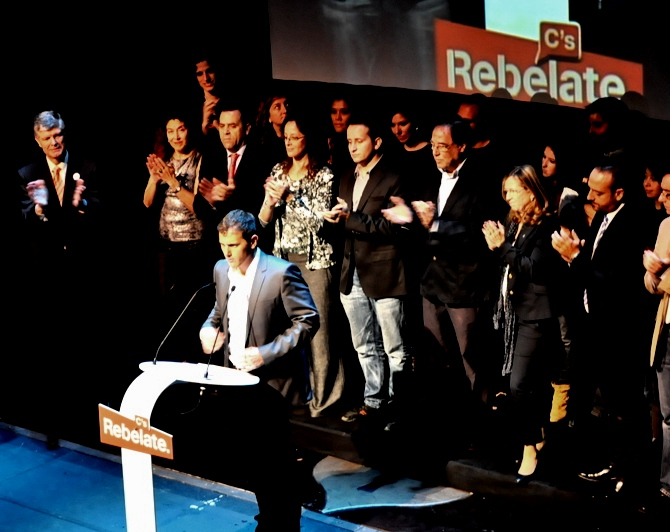
Presentación de la campaña para las autonómicas de 2010.

El 31 de octubre de 2009, en el Teatro Villarroel de Barcelona, se presentó el manifiesto Cataluña somos todos, que defendía la pluralidad de Cataluña frente a una visión nacionalista de la misma. El texto fue apoyado por numerosas personalidades como Pablo Castellano, exdirigiente histórico del PSOE, Francesc de Carreras, catedrático de Derecho constitucional por la Autónoma de Barcelona, Iñaki Ezkerra, escritor y fundador del Foro de Ermua, Mikel Buesa, catedrático de Economía y expresidente del Foro de Ermua, o Juan Carlos Girauta, periodista.
Tras un proceso de primarias dentro del partido, Albert Rivera fue confirmado como candidato a la presidencia de la Generalidad de Cataluña, para las elecciones catalanas convocadas para el 28 de noviembre de 2010. El partido propuso reformar la actual ley electoral catalana.
El partido se posicionó en contra de la iniciativa legislativa popular que pretendía prohibir de las corridas de toros en Cataluña, por considerar que se estaba ante un atentado contra la libertad individual de las personas, tratándose, argumentaron, más de una discusión identitaria que de defensa de los derechos de los animales.
Con motivo de la celebración del Día de Cataluña, la formación promovió la campaña «Vamos a contar diadas», mediante la cual se pretendió difundir la que consideran la verdad histórica de los hechos acaecidos durante la guerra de sucesión española, conmemorados en esta festividad. En anteriores fechas ya se habían realizado actos coincidiendo con dicha celebración, como la conferencia pronunciada en 2007 por Fernando García de Cortázar o en 2006 por el historiador Gabriel Jackson.
Ya en campaña para las autonómicas catalanas, el partido encargó el himno musical de campaña al pinchadiscos Victor Ark. Finalmente, Ciudadanos aumentó su apoyo electoral hasta los 106 142 votos (3,4 %), revalidando sus tres diputados conseguidos en 2006.
| Fecha de celebración | Ámbito                 | Candidato     | Votos   | % de votos | Escaños | Posición |
| -------------------- | ---------------------- | ------------- | ------- | ---------- | ------- | -------- |
| 28 de noviembre      | Parlamento de Cataluña | Albert Rivera | 105 827 | 3,24 %     | 3/135   | 6.ª      |

#### Elecciones municipales de 2011

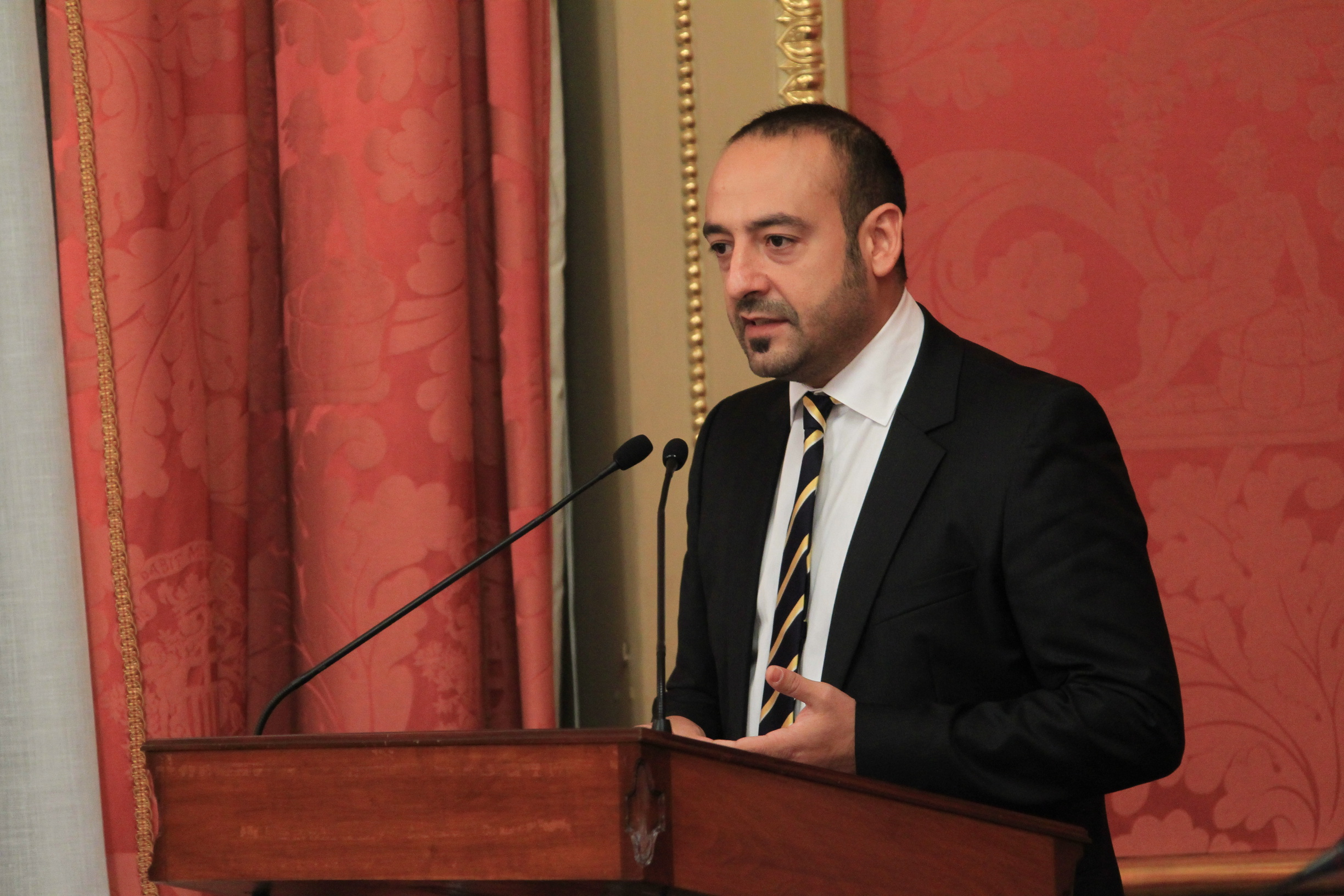
Jordi Cañas.

El partido instó al debate de la reforma de la ley hipotecaria española, con el objetivo de establecer que la dación en pago, entregando el inmueble hipotecado, extinga la hipoteca. Dentro de los candidatos para las elecciones municipales de 2011, destacó la candidatura del portavoz del partido y diputado en el Parlamento autonómico de Cataluña, Jordi Cañas, como alcaldable para Barcelona y de Víctor Domingo, presidente de la asociación de internautas, para la Asamblea de Madrid, en tándem con Miguel Ángel Sánchez Domínguez, para el Ayuntamiento de la capital de España.
Finalmente, Ciudadanos consiguió mantener parte de sus concejales de Cataluña y representación, por primera vez, en municipios de fuera de la comunidad autónoma catalana, como Molina de Segura, en la Región de Murcia, o Villanueva del Pardillo, en la Comunidad de Madrid, entre otros. A la vista de las elecciones generales de 2011, Ciudadanos propuso por cuarta vez sumar con Unión Progreso y Democracia, siendo rechazada por el partido de Rosa Díez. Como consecuencia, la formación decidió no presentarse para no dividir el voto.
| Comicios | Líder         | # de votos | %      | Concejales | Notas |
| -------- | ------------- | ---------- | ------ | ---------- | ----- |
| 2011     | Albert Rivera | 42 143     | 0,19 % | 10/68 230  |       |

### III Asamblea General
El tercer cónclave de la formación se celebró los días 29 y 30 de octubre de 2011 en el Hotel Hesperia Tower de Hospitalet de Llobregat, como consecuencia de la finalización del anterior mandato. En este congreso Albert Rivera volvió a ser elegido como presidente con una amplia mayoría del 72 % de los votos frente a Mario Ruíz Vegar y se decidió centrar los esfuerzos del partido en las elecciones catalanas y en los municipios donde ya se había obtenido representación, ante el fracaso en otras citas electorales. Además se consolidaron algunos de los principios del partido como la defensa de los derechos individuales, de los derechos sociales y del estado del bienestar, del Estado de las autonomías y de la unidad europea, de la democracia y regeneración de la vida política y la potenciación de la economía productiva y el empleo.

#### Elecciones al Parlamento de Cataluña de 2012
De cara a los comicios catalanes del 25 de noviembre de 2012, Ciudadanos vuelve a presentar como candidato a la presidencia de la Generalidad a Rivera, tras un proceso de elecciones primarias. El lema de campaña electoral, «Mejor unidos», fue presentado en una sala del Centro de Cultura Contemporánea de Barcelona el 12 de octubre. Para dichas elecciones, el partido cuenta con el apoyo público del dramaturgo Albert Boadella, los escritores Félix Ovejero, Arcadi Espada y Javier Nart —este último, candidato del partido a su vez—, los periodistas Juan Carlos Girauta, Alejandra Alloza, Tomás Guasch, Anthony Tóffoli y César Cabo, el tertuliano Carlos Navarro, el empresario y expresidente del Real Club Deportivo Espanyol Ferran Martorell, así como el exdirigente del PSC, tertuliando deportivo y presidente del Centre d'Esports L'Hospitalet, Miguel García del Valle o la exportavoz del PP, Carina Mejías —estos dos, últimos candidatos del partido a su vez—.

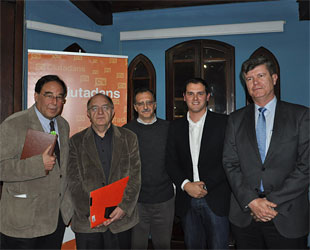
Francesc de Carreras, Ricardo García Cárcel, Antonio Espinosa, Albert Rivera y Matías Alonso en 2012.

También mostró su apoyo el exministro del Interior del gobierno socialista de Felipe González, Antoni Asunción. Durante la campaña electoral, José Bono, exministro de Defensa socialista y expresidente del Congreso, también mostró su simpatía hacia el partido, al igual que lo hizo el expresidente de la Comunidad de Madrid Joaquín Leguina o el periodista y locutor Javier Cárdenas. A su vez, otros exdirigentes y exmiembros del PSC, PP y UPyD anunciaron su apoyo a Cs, algunos de ellos afiliándose.
El 27 de octubre, Ciudadanos presentó su vídeo de campaña electoral. El inicio de campaña se realizó en la Plaza de España, que dejó lugar a su cartel electoral con el lema «Mejor unidos», bajo la música de Pink Floyd The Wall. Durante la campaña, Ciudadanos rescató unos escritos de Jordi Pujol que obligaron al expresidente de la Generalidad a pedir disculpas. Asimismo, en plena campaña, el partido, en un acto en Madrid arropado por Javier Nart, Albert Boadella, Arcadi Espada, Félix Ovejero y el propio Albert Rivera, presentó un vídeo donde diferentes personalidades salían recitando la letra realizada por Joaquín Sabina para el himno nacional español.
Finalmente, obtuvo 274 925 votos (7,58 %) y nueve diputados —Albert Rivera, Carina Mejías Sánchez, Inés Arrimadas García, José Manuel Villegas Pérez, Carmen de Rivera Pla, Carlos Carrizosa Torres, José María Espejo-Saavedra Conesa, Carme Pérez Martínez y Matías Alonso Ruiz—, aumentando en seis escaños su representación y triplicando sus votos, siendo junto a Esquerra Republicana de Catalunya el partido con mayor crecimiento en estas elecciones.
| Fecha de celebración | Ámbito                 | Candidato     | Votos   | % de votos | Escaños | Posición |
| -------------------- | ---------------------- | ------------- | ------- | ---------- | ------- | -------- |
| 25 de noviembre      | Parlamento de Cataluña | Albert Rivera | 275 007 | 7,56 %     | 9/135   | 6.ª      |

#### Elecciones al Parlamento Europeo de 2014
En enero de 2014 se conoció que el Tribunal Superior de Justicia de Cataluña (TSJC) investigaba al diputado de Cs, Jordi Cañas, en el Parlamento Catalán por estar presuntamente implicado en un fraude ocurrido en el año 2005, antes de fundarse Ciudadanos. Ante tal situación, Jordi Cañas abandonó su cargo como portavoz del grupo parlamentario así como su acta de diputado. Sin embargo, en noviembre de 2014, Juan Carlos Girauta lo contrató como asesor en el Parlamento Europeo. Ciudadanos justificó esta decisión aduciendo que Jordi Cañas no estaba imputado por corrupción política, sino por un delito previo a su etapa como diputado.
El 2 de febrero de 2014, el Consejo General aprobó la participación en solitario de Cs a las elecciones europeas de ese año, Tras un proceso de primarias para elegir a los candidatos, donde concurrieron un total de 27 personas, entre ellos independientes, fueron elegidos Javier Nart, Juan Carlos Girauta y Carolina Punset, líder del partido ecologista Ciudadanos por Altea. El acto de presentación de la candidatura tuvo lugar el 22 de marzo en el Hotel Auditorium de Madrid ante más de mil personas.
En las elecciones europeas de 2014, la candidatura encabezada por Javier Nart fue la novena fuerza política más votada, obteniendo dos eurodiputados que se integraron en el grupo de ALDE y consiguiendo un total de 497 146 votos (3,16 %) en toda España, de los cuales 157 948 votos (6,28 %, sexta fuerza política) fueron en Cataluña y 106 807 votos (4,81 %, sexta fuerza política) en la Comunidad de Madrid. Extrapolando esos resultados al Congreso de los Diputados, Ciudadanos habría conseguido cuatro diputados.
| Fecha de celebración | Ámbito             | Candidato   | Votos   | % de votos | Escaños | Posición |
| -------------------- | ------------------ | ----------- | ------- | ---------- | ------- | -------- |
| 25 de mayo           | Parlamento Europeo | Javier Nart | 497 146 | 3,16 %     | 2/54    | 9.ª      |

La Sindicatura de Cuentas sostenía en el informe Rendición de cuentas de los partidos políticos y de las asociaciones y fundaciones vinculadas, ejercicio 2013 que dos fundaciones vinculadas a Ciudadanos, Egara Cívica y Associació Catalunya Constitucional, no presentaron sus cuentas, y que una tercera, Tribuna Cívica, no reportó su auditoría. Además, afirmaba que Cs fue el único partido que no había facilitado información sobre sus subvenciones y donaciones ni sobre sus créditos y la Sindicatura de Cuentas no duda de que los tenía. Un año antes multó a Cs con 450 euros por no identificar adecuadamente el origen de unos fondos en la contabilidad de la campaña electoral de las elecciones autonómicas en Cataluña de 2012.

#### Expansión nacional (2014-2015)

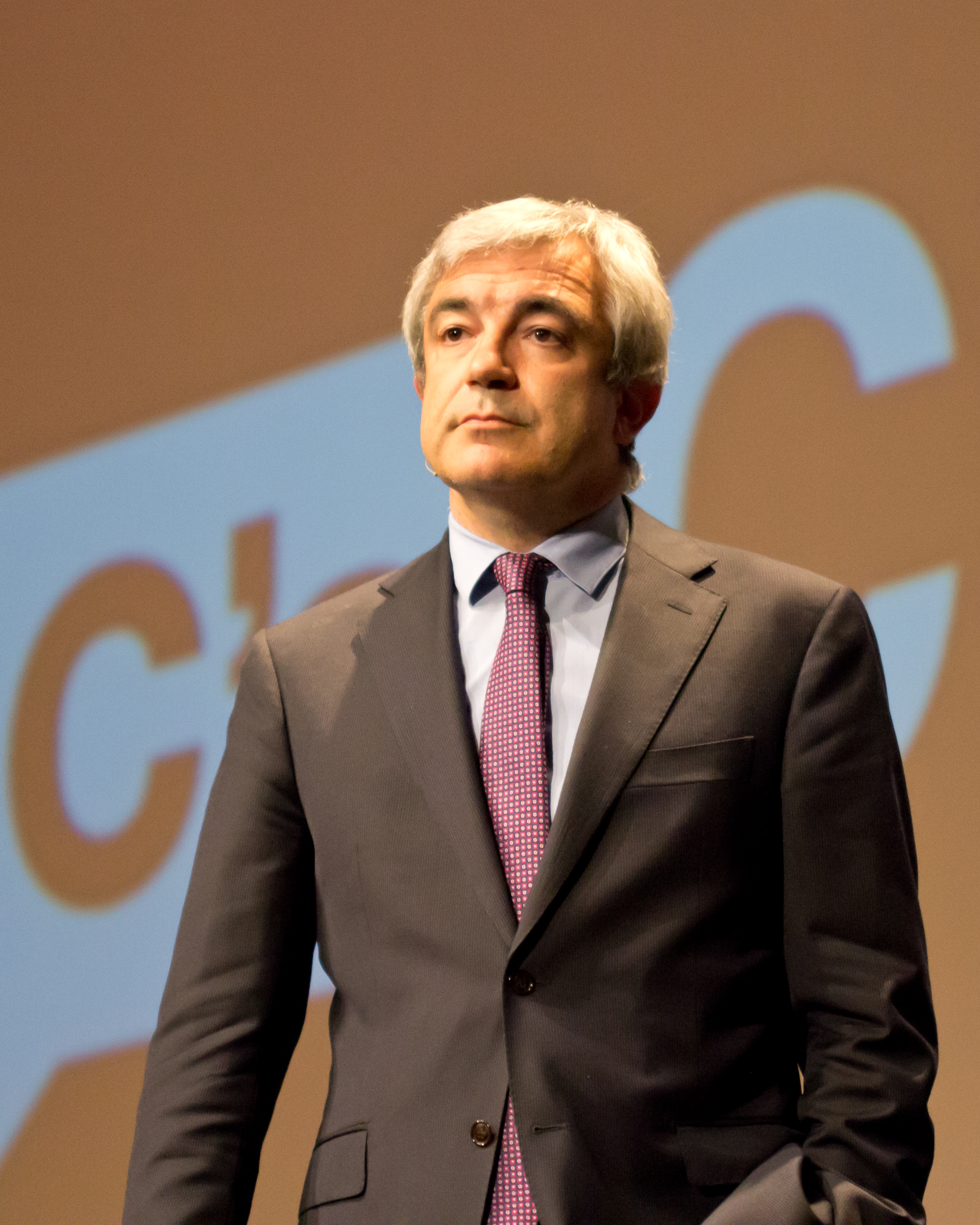
Luis Garicano, coordinador del programa económico.

Como parte de su estrategia de implantación nacional, el partido selló alianzas con diversos partidos menores. Las formaciones Centro Democrático Liberal, Unión del Pueblo Salmantino, Partido Regionalista de Castilla y León, Ciudadanos Independientes de Sanlúcar, Ciudadanos por San Fernando, Ciudadanos de Tielmes, Alternativa Independiente Sanroqueña, Unión Popular de Boiro, Ciudadanos por Alhama, Unión de Centro Liberal,, Unión de Ciudadanos Independientes de Toledo, Partido para la Regeneración Democrática, Unión del Pueblo Extremeño, y Loreños Independientes, se fusionaron con Ciudadanos en 2014.
Por su parte, Ciudadanos Portuenses, Plataforma del Pueblo Soriano, Ciudadanos de Santa Cruz, Plataforma de Vecinos Amb Trellat de Gilet, Unión do Pobo Ribadense, Alternativa Independent per L’Alocra, Unión Popular de Alboraya, Gobierno del Pueblo (GOPU), Iniciativa por el Desarrollo de Soria, Canviem Santa Pola, Grup Independent del Masnou, Civiqus, Grupo Independiente Oropesino y la Plataforma Encuentro lo hicieron en 2015.
Además, tras las elecciones municipales de España de 2015, las formaciones Soy de Benejúzar Independientes y Partido Independiente Granja de Rocamora se integraron en Ciudadanos.
Ciudadanos también llegó a sendos acuerdos con Ciudadanos de Menorca y Unión del Pueblo de Ciudadela para implantarse en la isla y comenzar el traspaso de militantes, aunque estas formaciones mantuvieron hasta el final de la legislatura sus propios grupos municipales.
Además, en este período, la incorporación de políticos procedentes de otros partidos no estuvo exenta de polémicas. El 26 de noviembre de 2014, dos concejales del Partido de los Socialistas de Cataluña de San Vicente dels Horts abandonaron su cargo y su partido «por las discrepancias con la ambigüedad del PSC en el tema de la consulta independentista» y se pasaron a Ciudadanos. José Serna, coordinador de Ciudadanos en Torrevieja, aseguró en 2015 que en las filas de Ciudadanos había «infiltrados del PP» que pretendían «apartarlo» de la dirección del partido. Inmediatamente, Ciudadanos reaccionó cesándolo y expulsándolo del partido. José Serna acusó a los responsables Ciudadanos, tanto a nivel local como provincial, de «incumplir los estatutos de la formación para eliminarlo». Miguel Cazorla Garrido, candidato de Ciudadanos a la alcaldía de Almería, fue imputado a comienzos de 2015 por un presunto delito de apropiación indebida, tras lo cual dimitió como exponen los estatutos del partido, que no permite que los imputados sean candidatos.
También fichó a destacados economistas como Manuel Conthe, Luis Garicano y el exsecretario general de la Organización de Inspectores de Hacienda, Francisco de la Torre, para comenzar a desgranar a partir de febrero de 2015 y mediante comparecencias multitudinarias su programa económico.

#### Elecciones municipales y autonómicas de 2015

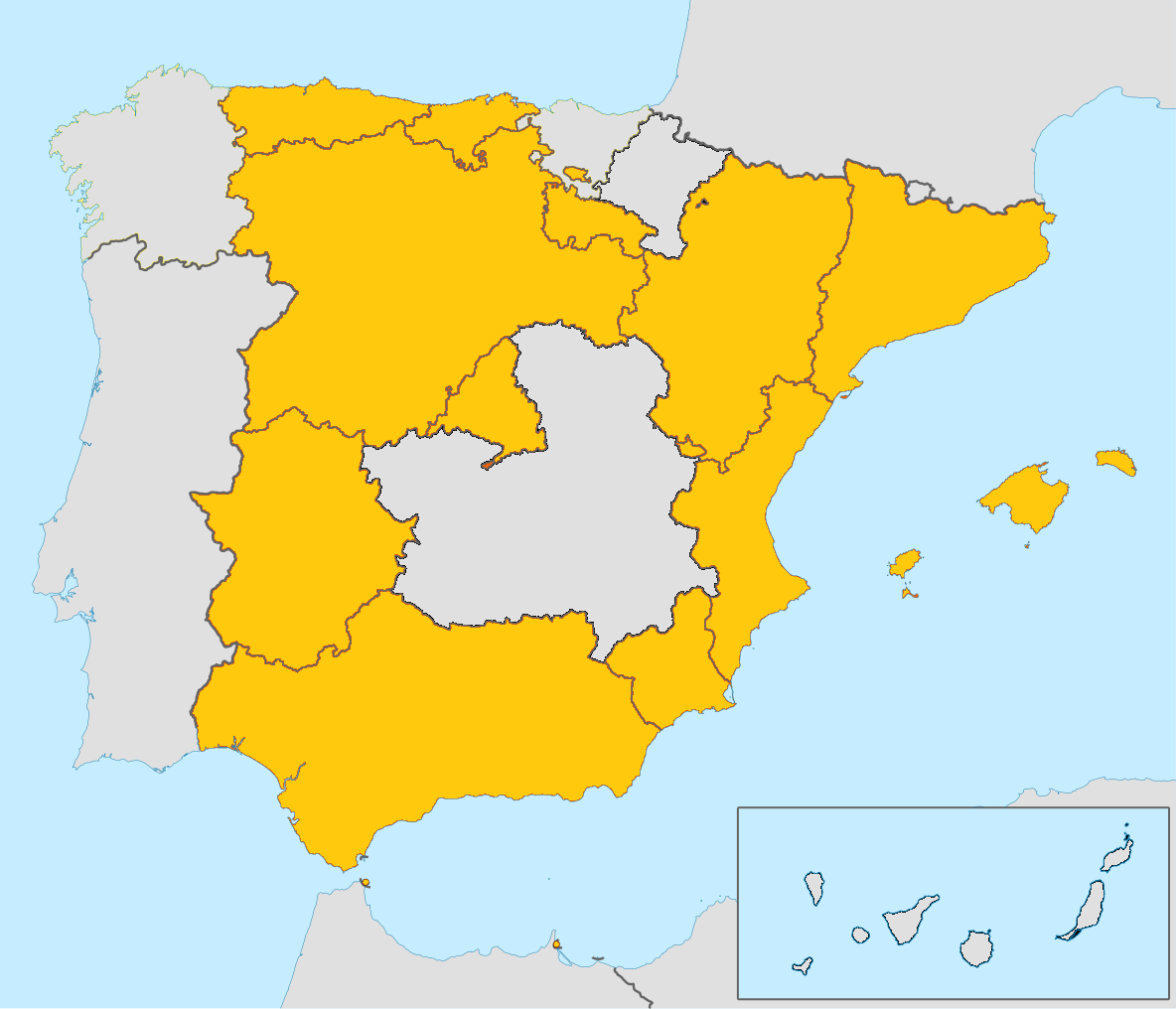
Representación de Cs en CCAA

El Comité Ejecutivo de Ciudadanos abogó por participar en las elecciones andaluzas del 22 de marzo para que los andaluces pudieran «votar por el cambio», según indicó el presidente del partido, Albert Rivera, en su perfil de Twitter. Obtuvo cuatro escaños más de los que preveía la encuesta del Centro de Investigaciones Sociológicas.
| Fecha de celebración | Ámbito                  | Candidato  | Votos   | % de votos | Escaños | Posición |
| -------------------- | ----------------------- | ---------- | ------- | ---------- | ------- | -------- |
| 22 de marzo          | Parlamento de Andalucía | Juan Marín | 368 988 | 9,28 %     | 9/109   | 4.ª      |

En las siguientes elecciones autonómicas, celebradas el 24 de mayo, obtuvo 1 259 524 votos en las 13 comunidades y dos ciudades autónomas donde hubo elecciones.
| Fecha de celebración | Ámbito                                   | Candidato                | Votos   | % de votos | Escaños | Posición |
| -------------------- | ---------------------------------------- | ------------------------ | ------- | ---------- | ------- | -------- |
| 24 de mayo           | Cortes de Aragón                         | Susana Gaspar            | 62 188  | 9,41 %     | 5/99    | 5.ª      |
| 24 de mayo           | Junta General del Principado de Asturias | Nicanor García           | 38 197  | 7,11 %     | 3/45    | 6.ª      |
| 24 de mayo           | Parlamento de las Islas Baleares         | Xavier Pericay           | 25 317  | 5,92 %     | 2/59    | 7.ª      |
| 24 de mayo           | Parlamento de Canarias                   | Melisa Rodríguez         | 53 981  | 5,93 %     | 0/60    | 7.ª      |
| 24 de mayo           | Parlamento de Cantabria                  | Rubén Gómez              | 22 165  | 6,92 %     | 2/35    | 5.ª      |
| 24 de mayo           | Cortes de Castilla-La Mancha             | Ángel Ligero             | 94 626  | 8,64 %     | 0/33    | 4.ª      |
| 24 de mayo           | Cortes de Castilla y León                | Luis Fuentes             | 138 926 | 10,27 %    | 5/84    | 4.ª      |
| 24 de mayo           | Asamblea de Ceuta                        | Javier Varga             | 1756    | 6,02 %     | 1/25    | 5.ª      |
| 24 de mayo           | Asamblea de Extremadura                  | María Victoria Domínguez | 27 833  | 4,37 %     | 1/65    | 4.ª      |
| 24 de mayo           | Asamblea de Madrid                       | Ignacio Aguado           | 383 874 | 12,14 %    | 17/129  | 4.ª      |
| 24 de mayo           | Asamblea de Melilla                      | Eduardo de Castro        | 1984    | 6,88 %     | 2/25    | 4.ª      |
| 24 de mayo           | Asamblea Regional de Murcia              | Miguel Sánchez           | 79 057  | 12,5 %     | 4/45    | 4.ª      |
| 24 de mayo           | Parlamento de Navarra                    | Diego Paños              | 9826    | 2,94 %     | 0/50    | 8.ª      |
| 24 de mayo           | Parlamento de La Rioja                   | Diego Ubis               | 17 138  | 10,51 %    | 4/33    | 4.ª      |
| 24 de mayo           | Cortes Valencianas                       | Carolina Punset          | 306 396 | 12,31 %    | 13/99   | 4.ª      |

Tras las elecciones, Ciudadanos apoyó la investidura de los candidatos de los partidos más votados, pero que no tenían mayoría suficiente: El PSOE en Andalucía y el PP en Madrid, La Rioja, Murcia y Castilla y León.
Simultáneamente a las elecciones autonómicas se celebraron las elecciones municipales, donde ya con implantación en toda España se acercó al millón y medio de votos, con el 6,55 % de los votos y 1527 concejales, ocupando el espacio de UPYD que prácticamente desapareció del panorama político.
| Comicios | Líder         | # de votos | %      | Concejales  | Notas |
| -------- | ------------- | ---------- | ------ | ----------- | ----- |
| 2015     | Albert Rivera | 1 467 663  | 6,55 % | 1527/67 525 |       |

Ese mismo 24 de mayo también se celebraron elecciones a las Juntas Generales de los tres territorios históricos del País Vasco. Ciudadanos presentó candidaturas en las tres provincias, pero solamente consiguió un representante en las Juntas Generales de Álava por la circunscripción de Vitoria. Los resultados fueron los siguientes:
| Fecha      | Ámbito                        | Candidato            | Votos  | % de votos | Escaños | Posición |
| ---------- | ----------------------------- | -------------------- | ------ | ---------- | ------- | -------- |
| 24 de mayo | Juntas Generales de Álava     | Miguel Ángel Carrera | 4982   | 3,10 %     | 1/51    | 7.ª      |
| 24 de mayo | Juntas Generales de Guipúzcoa | Jonathan Calvo       | 5262   | 1,49 %     | 0/51    | 7.ª      |
| 24 de mayo | Juntas Generales de Vizcaya   | Santiago Sáinz       | 12 012 | 2,16 %     | 0/51    | 7.ª      |

El 27 de septiembre se celebraron elecciones anticipadas al Parlamento de Cataluña, donde obtuvo 25 escaños, convirtiéndose en la segunda fuerza política de la comunidad y en primera fuerza en 29 municipios como Hospitalet de Llobregat (segunda ciudad catalana más poblada tras Barcelona):
| Fecha de celebración | Ámbito                 | Candidata      | Votos   | % de votos | Escaños | Posición |
| -------------------- | ---------------------- | -------------- | ------- | ---------- | ------- | -------- |
| 27 de septiembre     | Parlamento de Cataluña | Inés Arrimadas | 734 910 | 17,93 %    | 25/135  | 2.ª      |

#### Elecciones generales de 2015

Distribución del voto a Ciudadanos en las elecciones generales de 2015.

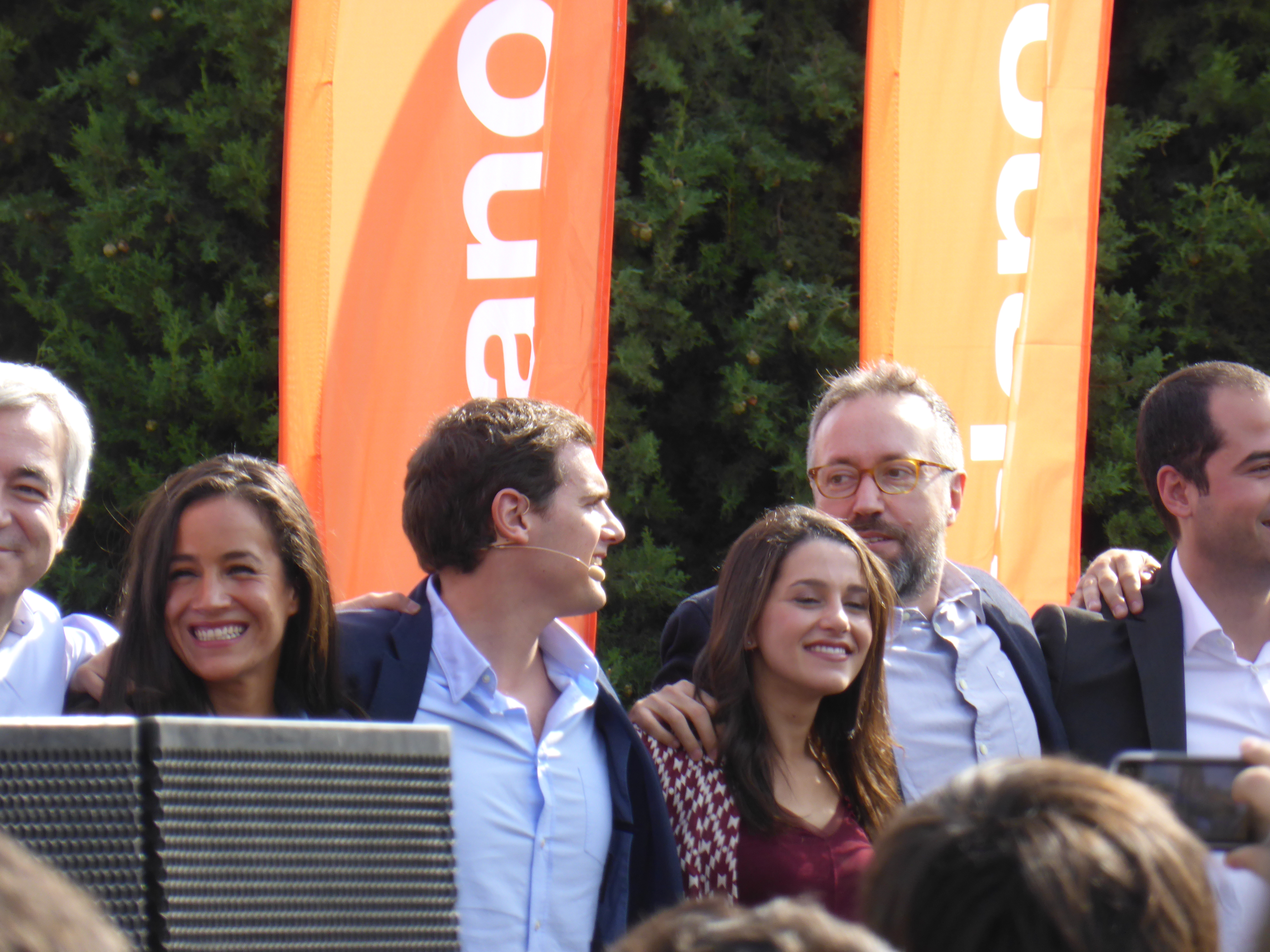
Acto preelectoral en Madrid, el 25 de octubre de 2015.

Por primera vez, Ciudadanos se presentó a unos comicios para decidir el Presidente del Gobierno de España. En las elecciones generales celebradas el 20 de 
diciembre de 2015, obtuvo más de 3,5 millones de votos y consiguió convertirse en la cuarta fuerza política de España con 40 de los 350 diputados que componen el Congreso de los Diputados. En su debut, de las 52 circunscripciones electorales, Ciudadanos obtuvo representación en 25. A pesar de haber sido también cuarta fuerza en número de votos, la formación no obtuvo representación en el Senado más allá de la designada por los parlamentos autonómicos. El portavoz en el Congreso fue Juan Carlos Girauta, cabeza de lista por Barcelona. Resultaron elegidos los compañeros de partido desde los orígenes José Manuel Villegas y Fran Hervías y los fichajes independientes Toni Roldán, Marta Rivera de la Cruz, Toni Cantó, Patricia Reyes Rivera, Francisco Igea o Francisco de la Torre Díaz, quien iría como número dos de Rivera en la circunscripción de Madrid.
De cara al inicio de la xi legislatura, Ciudadanos firmó un pacto con el Partido Socialista Obrero Español, conocido como Pacto del Abrazo, para apoyar la investidura de Pedro Sánchez como presidente del Gobierno, sin embargo no logró ser investido y se realizaron nuevas elecciones en 2016.
| Fecha de celebración | Ámbito                    | Candidato     | Votos      | % de votos | Escaños | Posición |
| -------------------- | ------------------------- | ------------- | ---------- | ---------- | ------- | -------- |
| 20 de diciembre      | Congreso de los Diputados | Albert Rivera | 3 500 446  | 13,93 %    | 40/350  | 4.ª      |
| 20 de diciembre      | Senado                    | -             | 7 377 905a | 11,17 %    | 0/208   | -        |

a Los votos hacen referencia al número de preferencias entregadas a candidatos de Ciudadanos.

#### Ingreso en la familia liberal europea
Pese a formar parte del Grupo de la Alianza de los Liberales y Demócratas por Europa en el Parlamento Europeo, Ciudadanos no estaba adscrito a ningún partido o familia de ámbito europeo. Tras largas negociaciones y la oposición de uno de los integrantes de ALDE, la Convergencia Democrática de Cataluña de Artur Mas, Ciudadanos fue admitido como miembro integrante de la alianza liberal europea ALDE en junio de 2016.

#### Elecciones generales de 2016
Tras el fracaso de la investidura de Pedro Sánchez, se convocaron nuevas elecciones para 2016. Con la caída de la participación, Ciudadanos tuvo un ligero descenso, pasando de cuarenta a treinta y dos representantes. Entre las novedades, fue elegido el independiente Félix Álvarez, actor y humorista. El equipo de confianza de Rivera volvió a ser elegido pese a la caída de escaños.
| Fecha de celebración | Ámbito                    | Candidato     | Votos     | % de votos | Escaños | Posición |
| -------------------- | ------------------------- | ------------- | --------- | ---------- | ------- | -------- |
| 26 de junio          | Congreso de los Diputados | Albert Rivera | 3 123 769 | 13,05 %    | 32/350  | 4.ª      |
| 26 de junio          | Senado                    | -             | -         | -          | 0/208   | -        |

Esta vez, Rivera apoyó al partido más votado, el PP, consiguiendo Mariano Rajoy la investidura para un gobierno en minoría.

#### Elecciones vascas y gallegas de 2016
Las comunidades de Galicia y País Vasco adelantaron sus comicios al 25 de septiembre de 2016. Por primera vez Ciudadanos presentó candidatos en estas regiones. Sin embargo, no logró ningún representante.
| Fecha de celebración | Ámbito                | Candidato         | Votos  | % de votos | Escaños | Posición |
| -------------------- | --------------------- | ----------------- | ------ | ---------- | ------- | -------- |
| 25 de septiembre     | Parlamento Vasco      | Nicolás de Miguel | 21 477 | 2,02 %     | 0/75    | 6.ª      |
| 25 de septiembre     | Parlamento de Galicia | Cristina Losada   | 48 103 | 3,38 %     | 0/75    | 5.ª      |

### IV Asamblea General
El cónclave celebrado los días 4 y 5 de febrero de 2017 en el Nuevo Teatro de Coslada bajo el lema Juntos ganamos el futuro supuso un antes y un después en la historia de la formación. En este no solo Rivera aumentó su apoyo entre las bases, siendo ratificado como presidente con el 87,7 % de los votos frente a las candidaturas de Diego de los Santos y Juan Carlos Bermejo, sino que se modificó sustancialmente la estructura y la estrategia del partido. Se eliminarón las referencias a la socialdemocracia, pasando a definirse el partido exclusivamente como liberal progresista, y se modificaron el logo y las siglas, lo cual produjo enfrentamientos entre la facción oficialista y otros líderes históricos del partido como Jordi Cañas. Matías Alonso abandonó la secretaría general que había ocupado desde 2009 para dar paso a José Manuel Villegas, vicesecretario general desde 2015 y auténtica mano derecha de Rivera desde que había comenzado la expansión nacional. Así, el partido pretendía encumbrar a su líder hasta la Presidencia del Gobierno de España en un contexto favorable para la formación ante la crisis de Cataluña y de los viejos partidos. Entre las filas internas se llegó a hablar de "la muerte de Ciutadans y el nacimiento de Ciudadanos".

#### Elecciones al Parlamento de Cataluña de 2017
Con el desafío independentista de octubre de 2017 y la declaración unilateral de independencia tras el referéndum ilegal del 1 de octubre, el Gobierno de la Nación, con el apoyo de PSOE y Ciudadanos, aplicó el artículo 155 de la Constitución Española. Con esta medida cesaron en sus cargos todos los miembros del Gobierno de la Generalidad de Cataluña, asumiendo las competencias el gabinete de Mariano Rajoy, con el objetivo de restaurar la legalidad en Cataluña mediante la convocatoria de elecciones al Parlamento de Cataluña. Por primera vez en democracia, un partido no nacionalista ganó las elecciones, si bien fue insuficiente alcanzar una mayoría de partidos constitucionalistas para formar gobierno. Inés Arrimadas, la candidata de Ciudadanos, no presentó candidatura a la investidura, al no tener los apoyos necesarios para ser investida.
| Fecha de celebración | Ámbito                 | Candidata      | Votos     | % de votos | Escaños | Posición |
| -------------------- | ---------------------- | -------------- | --------- | ---------- | ------- | -------- |
| 21 de diciembre      | Parlamento de Cataluña | Inés Arrimadas | 1 109 732 | 25,26 %    | 36/135  | 1.ª      |

Casi un año después, el 27 de octubre de 2018, la presión de Ciudadanos consiguió que el Partido Demócrata Europeo Catalán de Carles Puigdemont fuera expulsado de la alianza europea ALDE por su historial de corrupción. Quedó como el único partido español integrado en ALDE.

#### Elecciones al Parlamento de Andalucía de 2018
En la legislatura 2015-18 de Juan Marín apoyó al gobierno socialista de Susana Díaz. La candidata socialista disolvió el Parlamento de Andalucía para convocar elecciones anticipadas.
| Fecha de celebración | Ámbito                  | Candidato  | Votos   | % de votos | Escaños | Posición |
| -------------------- | ----------------------- | ---------- | ------- | ---------- | ------- | -------- |
| 2 de diciembre       | Parlamento de Andalucía | Juan Marín | 659 631 | 18,27 %    | 21/109  | 3.ª      |

Tras los resultados electorales se conformó un gobierno de coalición de Ciudadanos con el Partido Popular con el apoyo de Vox, obteniendo Juan Marín la vicepresidencia y varias Consejerías, que supuso el fin a casi cuatro décadas de gobiernos socialistas en Andalucía.

#### Elecciones de 2019: generales, municipales, autonómicas y europeas
Ante los comicios múltiples de 2019, PP, Cs y UPN crearon la candidatura Navarra Suma, para concurrir con una sola lista en las elecciones generales, municipales y autonómicas en Navarra. Con esta candidatura se pretendía aglutinar el voto constitucionalista del ámbito de centroderecha para evitar la penalización electoral al concurrir por separados y evitar que las instituciones quedaran en poder de la izquierda abertzale. En los procesos electorales que se celebraron en apenas un mes (elecciones generales de abril, elecciones autonómicas de España de 2019, elecciones municipales de España de 2019 y elecciones al Parlamento Europeo de 2019) Ciudadanos alcanzó sus mejores resultados de la historia. En las elecciones generales, Cs consiguiendo 57 diputados en el Congreso de los Diputados, con representación en casi todas las circunscripciones, salvo las tres provincias vascas, circunscripciones con pocos diputados, Gerona y Lérida. Para estas elecciones se elaboraron listas con nuevos candidatos, ya que muchos de los diputados de la anterior legislatura fueron designados candidatos para los comicios autonómicos. Inés Arrimadas fue elegida cabeza de lista por Barcelona, abandonando el Parlamento de Cataluña tras el hito histórico de ganar las elecciones, y fichajes de la sociedad civil completaron las listas, como Edmundo Bal, Marcos de Quinto, Sara Giménez, Beatriz Pino o Joan Mesquida. La portavoz en el Congreso sería la propia Arrimadas. Cs aspiró a superar al PP y convertirse en segunda fuerza política y primer partido de la oposición, a tenor de las encuestas electorales, mas se quedó a poco más de 200 000 votos y a nueve escaños de lograr lo que habría sido un hito histórico.
| Fecha de celebración | Ámbito                    | Candidato     | Votos     | % de votos | Escaños | Posición | Notas                                                    |
| -------------------- | ------------------------- | ------------- | --------- | ---------- | ------- | -------- | -------------------------------------------------------- |
| 28 de abril          | Congreso de los Diputados | Albert Rivera | 4 136 600 | 15,86 %    | 57/350  | 3.ª      | Mejor resultado del partido en unas elecciones generales |
| 28 de abril          | Senado                    | -             | 1 440 925 | 5,53 %     | 8/208   | 5.ª      |                                                          |

Con la cercanía de los comicios municipales y autonómicos, los partidos guardaron sus cartas antes de negociar la investidura del Presidente del Gobierno, a la espera de lo que sucediera un mes después.
En las elecciones autonómicas del 26 de mayo, Cs obtuvo representación en todos los parlamentos regionales, salvo en Canarias. Antiguos diputados del Congreso marcharon a encabezar los proyectos regionales: Félix Álvarez en Cantabria, Toni Cantó en la Comunidad Valenciana y Francisco Igea en Castilla y León, mientras se consolidaron barones regionales como Ignacio Aguado en la Comunidad de Madrid, que ya habían influido en la política regional de la legislatura anterior. El partido naranja eligió al PP como «socio preferente» para lograr acuerdos de gobierno a nivel municipal y autonómico, marcando un veto generalizado al PSOE. Los de Rivera accedieron a los gobiernos autonómicos en coalición con el PP de la Comunidad de Madrid, Castilla y León, Región de Murcia.
| Fecha de celebración | Ámbito                                   | Candidato                | Votos   | % de votos | Escaños | Posición | Notas |
| -------------------- | ---------------------------------------- | ------------------------ | ------- | ---------- | ------- | -------- | --- |
| 26 de mayo           | Cortes de Aragón                         | Daniel Pérez Calvo       | 111 602 | 16,67 %    | 12/67   | 3.ª      | Oposición |
| 26 de mayo           | Junta General del Principado de Asturias | Juan Vázquez             | 73 523  | 13,98 %    | 5/45    | 3.ª      | Oposición |
| 26 de mayo           | Parlamento de Canarias                   | Vidina Espino            | 61 683  | 6,92 %     | 2/70    | 6.ª      | Oposición |
| 26 de mayo           | Parlamento de Cantabria                  | Félix Álvarez            | 25 952  | 8 %        | 3/35    | 4.ª      | Oposición |
| 26 de mayo           | Cortes de Castilla y León                | Francisco Igea           | 205 855 | 14,94 %    | 12/81   | 3.ª      | Gobierno de coalición con presidencia del PP |
| 26 de mayo           | Cortes de Castilla-La Mancha             | Daviz Muñoz Zapata       | 122 955 | 11,38 %    | 4/33    | 3.ª      | Oposición |
| 28 de abril          | Cortes Valencianas                       | Toni Cantó               | 466 391 | 17,45 %    | 18/99   | 3.ª      | Oposición. Las elecciones a las Cortes Valenciana fueron adelantadas por el presidente Ximo Puig Ferrer al 28 de abril para su celebración conjuntamente con las elecciones generales. |
| 26 de mayo           | Asamblea de Ceuta                        | Javier Varga Pecharromán | 1537    | 4,54 %     | 0/25    | 3.ª      | Sin representación |
| 26 de mayo           | Asamblea de Extremadura                  | Cayetano Polo Naharro    | 68 343  | 11,11 %    | 7/65    | 3.ª      | Oposición |
| 26 de mayo           | Parlamento de las Islas Baleares         | Marc Pérez-Ribas         | 42 519  | 9,88 %     | 5/59    | 4.ª      | Oposición |
| 26 de mayo           | Asamblea de Madrid                       | Ignacio Aguado           | 629 940 | 19,46 %    | 26/132  | 3.ª      | Gobierno de coalición con presidencia del PP |
| 26 de mayo           | Asamblea de Melilla                      | Eduardo de Castro        | 1897    | 5,55 %     | 1/25    | 5.ª      | Presidencia, coalición con PSOE y CpM |
| 26 de mayo           | Asamblea Regional de Murcia              | Isabel Franco            | 78 139  | 12 %       | 6/45    | 3.ª      | Gobierno de coalición con presidencia del PP |
| 26 de mayo           | Parlamento de Navarra                    | Carlos Pérez-Nievas      | 127 346 | 36,57 %    | 20/50   | 1.ª      | Coalición Navarra Suma con Partido Popular de Navarra y Unión del Pueblo Navarro. Tres diputados de Cs electos. Oposición                                                              |
| 26 de mayo           | Parlamento de La Rioja                   | Pablo Baena              | 18 807  | 11,53 %    | 4/33    | 3.ª      | Oposición |

Mapa de la posición de Ciudadanos en las autonomías donde forma el gobierno y la oposición

En los comicios municipales, Cs accedió a los ayuntamientos de Madrid, Zaragoza, Málaga, Murcia, Córdoba, Teruel y Alicante, también en coalición con el PP, con Begoña Villacís en las elecciones municipales de Madrid o Sara Fernández en las elecciones municipales de Zaragoza. Consiguió además las primeras alcaldías de ciudades y capitales de provincia, logrando así el bastón de mando de las ciudades de Granada, Palencia, Melilla, Valdemoro y Linares, y el mandato compartido con el PSOE durante dos años en las ciudadas castellanomanchegas de Ciudad Real, Guadalajara y Albacete. Por otra parte, el mediático fichaje de Manuel Valls para las elecciones municipales de Barcelona en la lista Barcelona pel Canvi-Ciutadans conllevó la fractura del grupo municipal de los seis concejales electos, cuando Valls y otros dos concejales votaron a favor de la investidura como alcaldesa de Ada Colau como «mal menor» para evitar así que la ciudad pasara a ser gobernada por los independentistas de ERC, en contra de la tesis de la dirección del partido.
| Fecha de celebración | Ámbito                 | Candidato | Votos     | % de votos | Concejales  | Posición | Notas                                                      |
| -------------------- | ---------------------- | --------- | --------- | ---------- | ----------- | -------- | ---------------------------------------------------------- |
| 26 de mayo           | Elecciones municipales | -         | 1 876 906 | 8,26 %     | 2789/67 121 | 3.ª      | Mejor resultado del partido en unas elecciones municipales |

Para las elecciones al Parlamento Europeo, celebradas a la vez que las autonómicas y municipales, Cs ya concurrió integrado en el grupo liberal europeo Partido de la Alianza de los Liberales y Demócratas por Europa (ALDE). Logró la histórica cifra de 2 700 000 votos, situándose también como tercera fuerza a nivel nacional con ocho eurodiputados (considerando el eurodiputado adicional por el Brexit de enero de 2020), seis más que en los anteriores comicios. Junto al economista y responsable del programa económico de Cs Luis Garicano como cabeza de lista, fueron elegidos eurodiputados Javier Nart, Maite Pagazaurtundúa, José Ramón Bauzá, Soraya Rodríguez, Jordi Cañas, Adrián Vázquez Lázara y Susana Solís, integrando una candidatura con independientes y antiguos miembros de PP y PSOE. Como miembro de ALDE, Cs se integró en el grupo Renovar Europa, que surgió con la unión de ALDE y La República en Marcha de Emmanuel Macron. Luis Garicano alcanzó en junio la vicepresidencia del grupo ALDE.
| Fecha de celebración | Ámbito                           | Candidato     | Votos     | % de votos | Eurodiputados | Posición | Notas                                                   |
| -------------------- | -------------------------------- | ------------- | --------- | ---------- | ------------- | -------- | ------------------------------------------------------- |
| 26 de mayo           | Elecciones al Parlamento Europeo | Luis Garicano | 2 731 825 | 12,18 %    | 8/59          | 3.ª      | Mejor resultado del partido en unas elecciones europeas |

Respecto a la política nacional, las negociaciones para investir al Presidente del Gobierno quedaron postergadas a las elecciones de alcaldes y presidentes autonómicos, formando los mencionados gobiernos autonómicos y municipales. A partir de junio y de cara a la investidura de Pedro Sánchez, Rivera se mantuvo firme en la negativa a dar sus apoyos. El apoyo a Sánchez con los votos naranjas habría hecho innecesaria la participación de partidos nacionalistas. Finalmente, Sánchez no logró los votos ni de PP, Cs, Unidas Podemos o partidos nacionalistas, disolviéndose las Cortes en los plazos estipulados y convocándose nuevos comicios a finales de 2019. A raíz de la decisión del partido respecto al veto al PSOE en las negociaciones para la investidura del Presidente del Gobierno y para la conformación de gobiernos municipales y autonómicos (salvo en Castilla-La Mancha y alguna capital de provincia como Cáceres) y el acercamiento a Vox, diputados como Toni Roldán o Francisco de la Torre abandonaron sus cargos y el acta de diputado, y el eurodiputado Javier Nart dejó el partido aunque se mantuvo como eurodiputado. Francisco Igea, por su parte, se mantuvo en el partido representando la corriente crítica por el veto a los socialistas.

#### Elecciones generales de noviembre de 2019
Al no haber sido investido ningún candidato tras las elecciones de abril, se convocaron nuevas elecciones para el mes de noviembre. Albert Rivera, que se negó a negociar cualquier acuerdo de investidura con Pedro Sánchez hasta poco antes de la disolución de las Cortes, fue duramente castigado en las urnas, perdiendo 47 de los 57 escaños conseguidos siete meses antes, pasando a ser la quinta fuerza política con solo diez escaños, perdiendo dos millones y medio de votos respecto a las elecciones anteriores, un 60 % de los votos. La representación obtenida se redujo a las provincias de Madrid, Barcelona, Valencia, Zaragoza, Sevilla, Málaga y Alicante.
| Fecha de celebración | Ámbito                    | Candidato     | Votos     | % de votos | Escaños | Posición |
| -------------------- | ------------------------- | ------------- | --------- | ---------- | ------- | -------- |
| 10 de noviembre      | Congreso de los Diputados | Albert Rivera | 1 637 540 | 6,79 %     | 10/350  | 5.ª      |
| 10 de noviembre      | Senado                    | -             | -         | -          | 0/208   | -        |

Ante los resultados tan decadentes para el partido, Albert Rivera decidió dimitir como líder de la fuerza naranja. Su dimisión fue presentada ante la Ejecutiva Nacional de Ciudadanos al día siguiente de realizarse los comicios de noviembre de 2019. Se formó una gestora continuísta presidida por Manue García Bofill y se convocó la V Asamblea General del partido para decidir al sucesor de Rivera.

### V Asamblea General: liderazgo de Inés Arrimadas (2020-2023)
Antes de la elección del nuevo presidente del partido, se convocaron comicios regionales en Galicia y País Vasco para el 5 de abril. En ninguno de los parlamentos regionales había conseguido Ciudadanos representación parlamentaria. Como ya sucediera anteriormente con Navarra Suma, Ciudadanos y el PP negociaron elaborar en una lista única, evitando la dispersión del voto que les perjudicaría frente a los partidos nacionalistas en caso de concurrir por separado. El rechazo de Alberto Núñez Feijóo, que gozaba de la mayoría absoluta en el Parlamento de Galicia y que esperaba renovar, como finalmente sucedió, se tradujo en que solo se acordó la lista «PP+Cs» para el Parlamento del País Vasco, con Carlos Iturgaiz como cabeza de lista.
En las primarias de Ciudadanos celebradas el 7 y 8 de marzo de 2020, la sucesora «natural» de Rivera, Inés Arrimadas (quien había dado el salto a la política nacional como número dos de Albert en las elecciones de abril y noviembre de 2019) ganó al rival del sector crítico, Francisco Igea. Igea promovía el fin del veto al PSOE y la utilidad de Ciudadanos como partido para llegar a acuerdos tanto con el PP como con el PSOE.

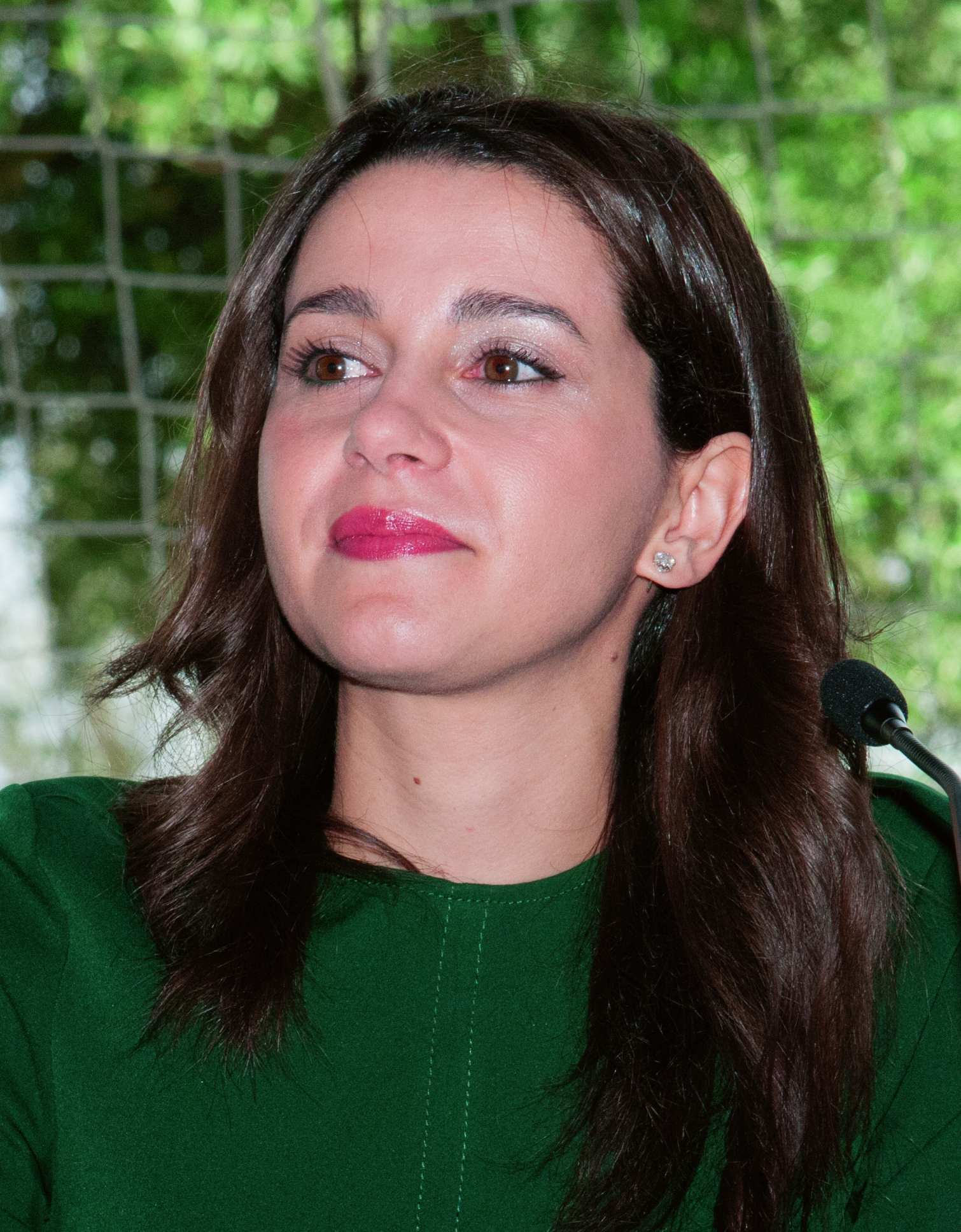
Inés Arrimadas, presidenta del partido entre 2020 y 2023.

La nueva ejecutiva la conformaron Marina Bravo como secretaria general, Carlos Cuadrado como vicesecretario general primero, Joan Mesquida como vicesecretario general segundo y José María Espejo-Saavedra como vicesecretario general adjunto. La portavoz nacional sería Melisa Rodríguez y la portavoz adjunta Lorena Roldán. El número dos y portavoz adjunto de Ciudadanos en el Congreso de los Diputados sería Edmundo Bal.
Nada más estrenarse como presidenta del partido, Arrimadas tuvo que hacer frente en la oposición a la pandemia de COVID-19. La V Asamblea General del partido, con el lema Unidos por la libertad se aplazó y finalmente se celebró telemáticamente, produciéndose pocos cambios estatutarios y estratégicos sobre el papel. Sin embargo, la presidenta imprimió una nueva posición más centrada y propuso a todos los partidos unos «pactos de Reconstrucción Nacional» para paliar los efectos económicos derivados de la paralización económica por la pandemia. Al no haber apoyo del resto de los partidos, los acuerdos quedaron reducidos a una comisión parlamentaria. Frente al veto de su predecesor, Arrimadas negoció con Pedro Sánchez y apoyó extensiones del estado de alarma, a cambio de medidas socioeconómicas para paliar el cese casi total de la actividad económica durante el confinamiento para reducir los contagios y muertes por la Covid-19.
Tras apoyar sucesivos estados de alarma a cambio de medidas económicas para paliar la caída y cese de actividad económica, algunos militantes como Juan Carlos Girauta, quien fuera portavoz de Cs en el Congreso, o Carina Mejías, candidata a la alcaldía de Barcelona en las elecciones municipales de 2015, anunciaron su salida del partido por negociar con Sánchez y apoyar la prórroga del estado de alarma. Tras estos pactos alcanzados y tras negociar con Sánchez dar el visto bueno a otra prórroga de quince días del estado de alarma, el 20 de mayo de 2020, el diputado Marcos de Quinto anunciaba su marcha del partido y su renuncia al escaño, no sin antes votar «sí» a la prórroga del estado de alarma por coherencia con el partido, pero no con coincidencia en sus opiniones, suponiendo este el último peso pesado de la época de Rivera en el Congreso y en el partido. Nada más aprobarse la extensión del estado de alarma hasta el 7 de julio de 2020, el PSOE anunció el pacto con Podemos y EH Bildu para derogar la reforma laboral aprobada por el gobierno de Mariano Rajoy en 2012, sin haber informado a los partidos que apoyaron el estado de alarma. Horas después, el gobierno rechazaba dicho acuerdo, matizando que solo se derogaría «aspectos más lesivos» de la reforma. Los empresarios dieron por roto el diálogo social. Finalmente, también apoyó Cs el sexto y último alargue del estado de alarma, también a cambio de medidas idénticas para toda España, medidas de índole económica para reactivar el turismo y la elaboración por parte del gobierno de un plan para el fin del estado de alarma.
En medio de la crisis sanitaria, los comicios regionales de Galicia y País Vasco se retrasaron al 12 de julio de 2020.

#### Elecciones vascas y gallegas de 2020
En las elecciones gallegas, el partido no consiguió ningún representante con su candidata Beatriz Pino, que había sido diputada por la provincia de Pontevedra. Por el contrario, por primera vez consiguieron presencia en el Parlamento Vasco, gracias a la coalición PP+Cs, con dos diputados (por Álava y Vizcaya) de los seis elegidos en la coalición.
| Fecha de celebración | Ámbito                | Candidato             | Votos  | % de votos | Escaños | Posición | Notas                                                                                      |
| -------------------- | --------------------- | --------------------- | ------ | ---------- | ------- | -------- | ------------------------------------------------------------------------------------------ |
| 12 de julio          | Parlamento Vasco      | José Manuel Gil Vegas | 60 299 | 6,75 %     | 6/75    | 5.ª      | Coalición PP+Cs con Partido Popular del País Vasco. Dos diputados de Cs electos. Oposición |
| 12 de julio          | Parlamento de Galicia | Beatriz Pino          | 9719   | 0,75 %     | 0/75    | 6.ª      |                                                                                            |

En octubre, la formación naranja obtuvo incorporaciones de antiguos miembros de otros partidos como Malena Contestí, exdiputada de Vox por Baleares, Jesús Cuadrado, exdiputado por Zamora del PSOE hasta 2011 y José Miguel Saval del PP. El partido reivindicó el centro político y la «defensa de la libertad, superando el enfrentamiento para alcanzar la concordia» durante el acto de presentación de sus nuevos fichajes.
En la moción de censura de Vox contra el presidente Pedro Sánchez con Santiago Abascal como candidato a la Presidencia del Gobierno, debatida los días 21 y 22 de octubre de 2020, Arrimadas defendió en el debate la negativa del partido y Cs votó consecuentemente en contra. La moción fue rechazada por 298 votos frente a 52.
El 31 de octubre otro de los fundadores de partido, Xavier Pericay, se dio de baja del partido por las últimas decisiones de la ejecutiva.
En la tramitación de los Presupuestos Generales del Estado de 2021 del Gobierno de coalición de Sánchez (seguían vigentes los aprobados en 2015 por el gobierno de Rajoy) Arrimadas negoció con el gobierno hasta el último momento para tratar de excluir a nacionalistas e independentistas y reducir la influencia del socio minirotario, Podemos. Pese a conseguir introducir rectificaciones en los presupuestos que a la postre serían aprobados y la tarjeta santiaria única, finalmente Ciudadanos no apoyó las cuentas públicas en diciembre de 2020 al considerar que eran malas para España y por las contrapartidas al nacionalismo.
Nuevamente votó en contra de la reforma educativa en diciembre de 2020, conocida como la Ley Celaá, por excluir el castellano de las regiones donde existe lengua cooficial (deja de ser la lengua vehicular) y limitar la libertad de elección de los padres a la hora de elegir educación pública o concertada.
En los parlamentos regionales apoyó las cuentas de 2021 de los gobiernos de los que forma parte y de otros gobiernos donde su apoyo no era necesario como Asturias, Castilla-La Mancha, Aragón, Extremadura, Cantabria y absteniéndose en Islas Baleares, Islas Canarias y Comunidad Valenciana

#### Elecciones al Parlamento de Cataluña de 2021
De cara a las elecciones al Parlamento de Cataluña que se celebrarían en 2021, a la espera de conocer la fecha definitiva, el partido naranja sustituyó en agosto de 2020 a la hasta entonces líder en el parlamento catalán y senadora Lorena Roldán por Carlos Carrizosa, sin la participación de los afiliados. Roldán había sucedido a Arrimadas cuando esta fue elegida diputada en el Congreso de los Diputados mediante un proceso de primarias un año antes, en junio de 2019. El objetivo marcado era encontrar un líder para amortiguar la debacle que pronosticaban los sondeos electorales, en los que Ciudadanos dejaría de ser el ganador de las elecciones para situarse en la cuarta plaza. Fijados los comicios regionales para el 14 de febrero de 2021, Lorena Roldán anunció su marcha de Ciudadanos para ser la número dos de Alejandro Fernández en la candidatura del Partido Popular de Cataluña. La candidatura de Carrizosa se reforzó fichando como número dos a la periodista gerundense Anna Grau, atacada por el nacionalismo catalán.
Pese a las bajas de militantes acaecidas con un goteo continuado durante todo 2020, en enero de 2021 los fundadores del partido naranja firmaron un manifiesto pidiendo el voto para Ciudadanos en las elecciones catalanas, como opción política útil en Cataluña y en España, aprobando de manera directa la línea política marcada por Inés Arrimadas. El manifiesto redactado por Francesc de Carreras fue firmado por Arcadi Espada, Ferrán Toutain, Albert Boadella, Xavier Pericay (quien se dio de baja del partido en 2020), Ana Nuño, Teresa Giménez Barbat, Félix de Azúa, Ponç Puigdevall, Sevi Rodríguez Mora y el propio De Carreras, pero con la sensible ausencia de Félix Ovejero.

Resultados de C'S en las elecciones autonómicas de 2021.

En las elecciones catalanas celebradas en el marco de la pandemia el 14 de febrero de 2021, marcadas por la alta abstención, Ciudadanos perdió treinta de los treinta y seis escaños que obtuvo en 2017, con tan solo un 5,6 % de los votos (descendiendo de la primera a la séptima y penúltima fuerza), abriendo una nueva crisis en el partido naranja.
| Fecha de celebración | Ámbito                 | Candidato        | Votos   | % de votos | Escaños | Posición |
| -------------------- | ---------------------- | ---------------- | ------- | ---------- | ------- | -------- |
| 14 de febrero        | Parlamento de Cataluña | Carlos Carrizosa | 157 903 | 5,57 %     | 6/135   | 7.ª      |

Tras la debacle electoral, voces críticas del partido pedían las dimisiones de Carrizosa y Carlos Cuadrado e incluso la de la propia presidenta Arrimadas, pero se cerró el capítulo sin dimisiones.

#### Elecciones a la Asamblea de Madrid de 2021
El 10 de marzo de 2021, en un giro inesperado, el PSOE y Cs en la región de Murcia presentaron una moción de censura encabezada por la líder naranja Ana Martínez Vidal contra el gobierno de Fernando López Miras en la región (que precisamente integraba el partido naranja en coalición con los populares) y en el Ayuntamiento de Murcia (también en coalición con los populares), así como en otros ayuntamientos de la región, justificándolo, como principales motivos, por las irregularidades en la campaña de vacunación para la Covid-19 en la región, que implicó la vacunación precoz de 400 cargos de la Consejería de Salud, saltándose el protocolo establecido a nivel nacional; así como por las exigencias de Vox en relación con la implantación del pin parental en la comunidad como condición para continuar su apoyo al gobierno autonómico. Los hechos se precipitaron, y la presidenta de la Comunidad de Madrid Isabel Díaz Ayuso disolvió la Asamblea de Madrid ante la sospecha de que su socio de gobierno Cs presentara otra moción de censura con el PSOE, convocando elecciones anticipadas. Simultáneamente, el PSOE en Castilla y León presentó otra moción de censura al gobierno conformado por PP y Cs.
Inés Arrimadas trató de tranquilizar a su socio en el resto de regiones y ayuntamientos, el PP, y las voces críticas encabezadas por Toni Cantó, Juan Marín y Begoña Villacís pidieron explicaciones por las decisiones tomadas y la convocatoria urgente de un Comité Ejecutivo nacional. Celebrado el día 15, Toni Cantó presentó su dimisión por, según él, haber apoyado Cs a Pedro Sánchez y por negarse a integrarse en una coalición España Suma con el PP, abandonando también su acta en las Cortes Valencianas. En la cúpula del partido entraron Ignacio Aguado, Begoña Villacis y Juan Marín, y de sus cargos dimitieron José María Espejo-Saavedra y Carlos Cuadrado, Arrimadas se mantuvo en la presidencia y Edmundo Bal asumió ser el portavoz nacional. Además, Daniel Pérez Calvo fue nombrado nuevo Secretario de Comunicación.
El 12 de marzo de 2021, se confirmó que la moción de censura presentada por Ciudadanos y PSOE en la Región de Murcia tenía visos de fracasar, dado que el Grupo Parlamentario de Ciudadanos se dividió en dos tras un pacto entre el secretario general del Partido Popular en ese momento, Teodoro García Egea, y tres diputados de la formación naranja: Isabel Franco, Francisco Álvarez y Valle Miguélez. Horas después de confirmarse la noticia, Fernando López Miras e Isabel Franco comparecieron en el Palacio de San Esteban, sede de la presidencia de la Región, para confirmar el voto negativo a la moción de estos tres diputados y su adhesión al Gobierno de la comunidad autónoma, entre acusaciones de transfuguismo del PSOE y Cs al PP. Franco mantuvo sus competencias como vicepresidenta y consejera, Álvarez ocupó la Consejería de Empleo, Investigación y Universidades, Miguélez sustituyó a Martínez Vidal como consejera y portavoz del Gobierno, y un cuarto exintegrante de Cs, Antonio Sánchez Lorente, fue nombrado Consejero de Transparencia, Participación y Administración Pública.
Para las elecciones autonómicas de Madrid convocadas para el 4 de mayo, el líder y exvicepresdiente de la Comunidad Ignacio Aguado renunció a ser candidato en las primarias, ganando la candidatura encabezada por Edmundo Bal.
El 23 de marzo, la moción de censura contra el gobierno de PP y Cs en Castilla y León fue rechazada con los votos de PP, Cs, Vox y la abstención de UPL, Por Ávila y de una diputada de Cs que abandonó el partido.
De cara a las elecciones anticipadas, para una legislatura de tan solo dos años, Edmundo Bal encabezó la candidatura, con el objetivo de superar el 5 % de los votos, el mínimo para poder entrar en la Asamblea de Madrid, tras haber alcanzado en 2019 el 19,4 % con 26 diputados. Las encuestas situaban al partido naranja en el entorno de dicho umbral. A pesar de ello, la formación de Inés Arrimadas obtuvo 129 216 votos, por debajo del umbral y por tanto correspondientes a cero escaños.
| Fecha de celebración | Ámbito             | Candidato   | Votos   | % de votos | Escaños | Posición |
| -------------------- | ------------------ | ----------- | ------- | ---------- | ------- | -------- |
| 4 de mayo            | Asamblea de Madrid | Edmundo Bal | 129 216 | 3,57 %     | 0/135   | 6.ª.     |

#### Convención ciudadana de 2021
Tras el fracaso en las elecciones madrileñas, la presidenta del partido Inés Arrimadas ascendió al que había sido candidato a dichos comicios, Edmundo Bal, y al Secretario de Comunicación, Daniel Pérez, a los cargos de Vicesecretarios Generales en sustitución de José María Espejo-Saavedra y Carlos Cuadrado, quienes habían sido señalados como culpables de la desastrosa moción de censura en Murcia y de los últimos fracasos electorales. Además se anunció una "gira" de los principales dirigentes del partido por las 17 Comunidades Autónomas para reconectar con la afiliación e iniciar un proceso participativo que debía servir para relanzar el partido en un espacio de "centro liberal". Este proceso culminó en la Convención celebrada los días 17 y 18 de julio de 2021 en el madrileño Palacio de los Duques de Pastrana, en la que participaron ponentes como Pedro J. Ramírez, Dacian Cioloș, Rafael Doménech, David Mejía y otras personalidades de los ámbitos científico, económico, periodístico y europeo. También se trabajó a través de una serie de grupos de trabajo de los que se extraerían las conclusiones que debían marcar la hoja de ruta política del partido en adelante.

#### Elecciones a las Cortes de Castilla y León de 2022
El lunes 20 de diciembre de 2021 el presidente de la Junta de Castilla y León, Alfonso Fernández Mañueco, expulsó de forma inesperada a su socio del gobierno, cesando inmediatamente a todos los consejeros de Ciudadanos y convocando elecciones para el 13 de febrero de 2022. La decisión fue tan sorpresiva que el vicepresidente, Francisco Igea, tuvo conocimiento de ella durante una entrevista en el programa Más de Uno de Onda Cero, ante lo cual reaccionó acusando al Presidente de "no ser un hombre de bien". Según alegó el líder popular la convocatoria de elecciones se produjo ante el riesgo de una moción de censura similar a la ocurrida en Murcia, que sospechaba por las negociaciones de Ciudadanos con el partido Por Ávila para los presupuestos, pese a que el ejecutivo castellano y leonés se encontraba en minoría tras la marcha de una procuradora de Cs al Grupo Mixto. Sin embargo, estas acusaciones no pudieron ser respaldadas con pruebas fehacientes y finalmente el PP abandonó la acusación.
Ante la crisis, el partido decidió mantener como candidato a Francisco Igea, que contó con el apoyo unánime de los dirigentes de la formación, incluida su antigua rival en las elecciones a la presidencia de Ciudadanos, Inés Arrimadas. Este decidió centrar su campaña en denunciar las supuestas mentiras del PP, escogiendo como lema El valor de la palabra, que pretendía poner en valor tanto la valentía como la lealtad de Ciudadanos en contraposición a la que había demostrado el presidente Mañueco. Así mismo, otros elementos fundamentales en la campaña fueron la participación de Verónica Casado, que había sido Consejera de Sanidad hasta su cese en diciembre, y los debates electorales a tres entre los candidatos de PSOE, PP y Cs, con el hecho anecdótico de que el candidato hubo de participar telemáticamente en uno de los dos que se celebraron al contagiarse de Covid-19 durante el proceso electoral.
Finalmente, el partido logró un resultado del 4,5 % de los votos, obteniendo el escaño por Valladolid correspondiente al candidato, Francisco Igea, consiguiendo mantener la representación parlamentaria al contrario que en las anteriores elecciones madrileñas.
| Fecha de celebración | Ámbito                    | Candidato      | Votos  | % de votos | Escaños | Posición |
| -------------------- | ------------------------- | -------------- | ------ | ---------- | ------- | -------- |
| 13 de febrero        | Cortes de Castilla y León | Francisco Igea | 54 721 | 4,50 %     | 1/81    | 5.ª.     |

El 28 de septiembre de 2023, a través de su cuenta de Twitter, Francisco Igea anunció que había sido expulsado de Ciudadanos. Esta acción se produjo como resultado de la apertura de un expediente disciplinario en su contra, derivado de sus críticas hacia la ejecutiva del partido por su decisión de no presentarse a las elecciones de 2023. En la actualidad forma parte del grupo mixto en la oposición al Gobierno del Partido Popular y Vox en Castilla y León. Por lo que Ciudadanos ya no cuenta con ningún procurador en las Cortes de Castilla y León.

#### Elecciones al Parlamento de Andalucía de 2022
El 25 de abril de 2022 el presidente de la Junta de Andalucía, Juanma Moreno convocó elecciones autonómicas para el 19 de junio de ese mismo año, al considerar que era la fecha más adecuada para lograr una nueva mayoría que permitiera elaborar un presupuesto antes de terminar el año ante el bloqueo provocado por los partidos de la oposición. El partido basó su campaña en tratar de enfatizar que el cambio logrado tras 40 años de gobiernos del PSOE había sido posible gracias a Ciudadanos, eligiendo el lema Andalucía, el cambio que funciona. La formación liberal obtuvo un resultado del 3,3 % de los votos, perdiendo todos sus escaños en el parlamento andaluz. Tras esta debacle, Inés Arrimadas, aún Presidenta del partido entonces, decidió emprender un proceso de refundación del partido para afrontar las nulas expectativas electorales del partido.
| Fecha de celebración | Ámbito                  | Candidato  | Votos   | % de votos | Escaños | Posición |
| -------------------- | ----------------------- | ---------- | ------- | ---------- | ------- | -------- |
| 19 de junio          | Parlamento de Andalucía | Juan Marín | 121 567 | 3,30 %     | 0/109   | 6.ª.     |

### VI Asamblea General: Refundación y liderazgo de Adrián Vázquez y Patricia Guasp (2023-2024)
Tras las elecciones andaluzas, Inés Arrimadas impulsó la refundación de Ciudadanos, para lo que nombró un equipo formado por 8 destacados miembros del partido que debían encargarse de acometer una renovación profunda de la organización. Estos eran: Begoña Villacís como Coordinadora Política, Adrián Vázquez como Coordinador Ejecutivo, Guillermo Díaz como Portavoz, Patricia Guasp, Mariano Fuentes, Dimas Gragera y María Muñoz. Algunas de las medidas que se tomaron fueron la creación de cinco grupos de trabajo en los que los afiliados podían dar su opinión sobre diversos temas políticos y orgánicos en una primera fase, y la realización de una ruta por muchas de las provincias españolas conocida como "Destino Refundación" en una segunda etapa. También se celebraron actos lanzando algunas de las nuevas banderas programáticas del partido, específicamente sobre pensiones y libertad de expresión, en los que participaron cargos relevantes del partido y miembros de la sociedad civil. Finalmente se constituyeron dos ponencias encargadas de realizar los proyectos de Estatutos y de Valores, Estrategia y Acción Política, al frente de los cuales se situaron Eva Poptcheva y Nacho Martín respectivamente.
El 2 de diciembre de 2022, el entonces Vicesecretario General y Portavoz Adjunto en el Congreso del partido, Edmundo Bal, anunció su candidatura a las elecciones internas del partido. La reacción de la presidenta, Arrimadas, fue amagar con presentarse en caso de que su número 2 no retirase su candidatura, pero finalmente se decantó por apoyar otra "de consenso" con la mayoría de los miembros del equipo de la refundación y con el apoyo de gran parte de la organización. Esta lista estaba liderada por el eurodiputado y jefe de delegación en el Parlamento Europeo Adrián Vázquez y la diputada y portavoz de Cs en el Parlamento Balear Patricia Guasp. Finalmente, esta última candidatura, conocida como Renace tu partido (52,25%), obtuvo la victoria frente a las de Ciudadanos de nuevo (39,34%), liderada por Bal, y La base del cambio (7,41%), promovida por afiliados de base. La participación fue reducida, votando tan solo el 49,65% de los cerca de 7600 afiliados con los que contaba Ciudadanos en ese momento.
Tras una campaña bronca, en la VI Asamblea General del partido, que tenía por objeto culminar la refundación de la formación bajo el lema Radicalmente libres, se aprobó la nueva estructura bicéfala y más descentralizada propuesta por el equipo para la refundación en sus Estatutos, se aprobó la nueva Estrategia basada en la renuncia a la subalternidad al bipartidismo y la oferta de una agenda reformista y se renovaron los órganos del partido integrando a miembros de la candidatura de Bal en la Comisión de Garantías y el Consejo General del partido. También se aplicó la nueva imagen del partido, que mantuvo el nombre pero cambió el característico bocadillo por un semicírculo rallado que hace referencia a la UCD de Adolfo Suárez, formación en la que el partido se ha inspirado en múltiples ocasiones. Así empezó una nueva etapa liderada por Vázquez como secretario general y Guasp como portavoz política con el objetivo de mejorar las exiguas expectativas electorales y renovar la organización del partido tras años de debacles electorales y disfunciones organizativas. Patricia Guasp dimite y abandona la política en agosto de 2023.

#### Elecciones municipales y autonómicas de 2023

Logo utilizado por el partido durante 2023.

Ante el ciclo electoral de 2023 y las próximas elecciones locales y regionales, el partido celebró primarias para designar candidatos a las 12 Comunidades Autónomas con elecciones previstas para el 28 de mayo de 2023, así como para las ciudades de Madrid y Barcelona por contar ambas con un número superior a los 150 afiliados requeridos estatutariamente y ningún candidato designado antes de la VI Asamblea General. La excepción se produjo en Aragón y Zaragoza, donde pese a estar prevista inicialmente la celebración de primarias se decidió delegar la decisión pertinente en una gestora ante el temor de que el Partido Popular tratara de influir en el proceso como parte de su estrategia de "OPA hostil". El partido presentó a sus candidatos en un acto celebrado en Madrid el 18 de febrero de ese año, lanzando su lema de precampaña Por los tuyos, apelando a las familias, las clases medias y los jóvenes, votantes en los que el partido centra su oferta electoral.
En las elecciones autonómicas del 28 de mayo de 2023 perdieron todos sus parlamentarios autonómicos, quedando únicamente 8, repartidos entre País Vasco, Castilla y León y Cataluña, que no formaba parte de este proceso electoral. En las elecciones municipales del mismo día, Ciudadanos perdió 2395 concejales de los 2787 que poseía, consiguiendo el 1,3 % de los votos. Fueron especialmente sonados los malos resultados de Begoña Villacís, vicealcaldesa de Madrid, que perdió su escaño de concejal, y de Patricia Guasp, que se quedó fuera del Parlamento Balear.
Tras los malos resultados logrados y el anuncio al día siguiente (29 de mayo) de la convocatoria de unas elecciones generales anticipadas para el 23 de julio de 2023, el Comité Nacional del partido anunció el 30 de mayo la decisión del partido de no presentarse a comicios. La formación inicia entonces un proceso de reestructuración de cara a las elecciones europeas de 2024.
| Fecha de celebración | Ámbito                                   | Candidato                        | Votos  | % de votos | Escaños | Posición |
| -------------------- | ---------------------------------------- | -------------------------------- | ------ | ---------- | ------- | -------- |
| 28 de mayo de 2023   | Cortes de Aragón                         | Carlos Ortas Martín              | 8 595  | 1.28 %     | 0/67    | 9.º      |
| 28 de mayo de 2023   | Junta General del Principado de Asturias | Manuel Venancio Iñarra Fernández | 4 974  | 0.92 %     | 0/45    | 8.º      |
| 28 de mayo de 2023   | Parlamento de Canarias                   | Isabel Bello Bello               | 3 409  | 0.38 %     | 0/70    | 12.º     |
| 28 de mayo de 2023   | Parlamento de Cantabria                  | Félix Álvarez Palleiro           | 7 527  | 2.32 %     | 0/35    | 6.º      |
| 28 de mayo de 2023   | Cortes de Castilla-La Mancha             | María del Carmen Picazo Pérez    | 10 676 | 0.99 %     | 0/33    | 5.º      |
| 28 de mayo de 2023   | Cortes Valencianas                       | María del Carmen Peris Navarro   | 37 095 | 1.50 %     | 0/99    | 6.º      |
| 28 de mayo de 2023   | Asamblea de Extremadura                  | Fernando Baselga Laucirica       | 5 407  | 0.88 %     | 0/65    | 6.º      |
| 28 de mayo de 2023   | Parlamento de las Islas Baleares         | Patricia Guasp Barrero           | 6 035  | 1.35 %     | 0/59    | 9.º      |
| 28 de mayo de 2023   | Parlamento de La Rioja                   | Ángel Daniel Íñiguez Pérez       | 1 473  | 0.88 %     | 0/33    | 7.º      |
| 28 de mayo de 2023   | Asamblea de Madrid                       | Araceli Gómez García             | 52 925 | 1.56 %     | 0/135   | 6.º      |
| 28 de mayo de 2023   | Asamblea Regional de Murcia              | María José Ros Olivo             | 10 480 | 1.53 %     | 0/45    | 6.º      |
| 28 de mayo de 2023   | Parlamento de Navarra                    | Carlos Pérez-Nievas              | 1 209  | 0.37 %     | 0/50    | 10.º     |
| 28 de mayo de 2023   | Asamblea de Ceuta                        | Javier Varga Pecharromán         | 236    | 0.69 %     | 0/25    | 6.º      |
| 28 de mayo de 2023   | Asamblea de Melilla                      | —                                | —      | —          | —       | —        |

#### Elecciones al Parlamento de Cataluña de 2024
El adelanto de las elecciones catalanas a mayo de 2024 por parte de Pere Aragonès dio lugar a una negociación con el Partido Popular para concurrir de forma conjunta a los comicios catalanes y para las elecciones europeas de junio de ese mismo año. Pese a la oferta de los populares de tres puestos de salida en las listas catalanas, dos en las europeas con la posibilidad de integrarse en el grupo de Renovar Europa después de las elecciones y el compromiso de utilizar el símbolo del corazón «tribandera», la oposición del sector más reacio a colaborar con el PP liderado por Carlos Carrizosa llevó a la ruptura de las negociaciones y la dimisión del secretario general del partido, Adrián Vázquez, quien había estado negociando la integración en las listas del Partido Popular.
De cara a las elecciones catalanas, el partido ratificó como candidato a Carrizosa en unas primarias sin oposicióny planteó una campaña basada en la vuelta a los orígenes, la reivindicación de los logros de Ciudadanos en el pasado y la denuncia de la supuesta traición del PSC y el PP al electorado constitucionalista catalán. Para ello, el partido recuperó su antiguo logotipo y designó como director de campaña al histórico dirigente de la formación Jordi Cañas, quien también cerraría la lista por Barcelona.
Finalmente, con poco más de 22 000 votos, no obtuvo representación en la Cámara.
| Fecha de celebración | Ámbito                 | Candidato        | Votos  | % de votos | Escaños | Posición |
| -------------------- | ---------------------- | ---------------- | ------ | ---------- | ------- | -------- |
| 12 de mayo           | Parlamento de Cataluña | Carlos Carrizosa | 22 481 | 0,72 %     | 0/135   | 10.ª.    |

#### Elecciones al Parlamento Europeo de 2024
Para las elecciones al Parlamento Europeo, Cs concurrió integrado en el grupo liberal europeo Partido de la Alianza de los Liberales y Demócratas por Europa (ALDE). Logró la cifra de 121 000 votos, situándose como undécima fuerza a nivel nacional y sin obtener ningún escaño, ocho menos que en los anteriores comicios. Junto a Jordi Cañas como cabeza de lista, se encontraban como candidatos Javier Nart, Mariana Boadella, María del Carmen Peris Navarro, María Jesús Palacios Álvarez, José Ramón González Barriga, Alexis Isidro Ortega Sánchez, Sabrina García Pereira, Eva María Masías Avis y Miguel Antonio Moreno Lorente.
| Fecha de celebración | Ámbito             | Candidato   | Votos   | % de votos | Escaños | Posición |
| -------------------- | ------------------ | ----------- | ------- | ---------- | ------- | -------- |
| 24 de mayo           | Parlamento Europeo | Jordi Cañas | 122 292 | 0,69 %     | 0/61    | 11.ª.    |

## Ideología

### Autodefinición del partido
En su segundo congreso de junio de 2007, el partido se proclamó de centroizquierda, alineándose dentro del eje izquierda-derecha, en el que en un principio el partido había eludido posicionarse. Así, el ideario del partido en 2015, afirmaba que la formación nació «para hacer frente al ahogo que para el conjunto de la sociedad catalana suponen las políticas nacionalistas identitarias» y «por el vacío de representación que existía en el espacio electoral de centroizquierda no nacionalista», posición tomada —la de centroizquierda— por algunas fuentes como la autodefinición del partido en el espectro político, aunque algunos miembros siguen rechazando la clasificación política clásica que define a los partidos en un eje izquierda-derecha.
Al margen de esta división, Ciudadanos se define como un partido constitucionalista, postnacionalista, liberal y progresista. En el congreso celebrado en 2017, eliminó la socialdemocracia de su ideario político y adoptó el liberalismo progresista, en coherencia con el ingreso en 2016 en la familila liberal europea del Grupo de la Alianza de los Liberales y Demócratas por Europa.
En 2017, Ciudadanos dejó de ser un «partido laico» y pasó a definirse como «aconfesional», justificando que se alineaba con la Constitución, que define España como un Estado aconfesional.

### Percepción ciudadana
El barómetro del Centro de Investigaciones Sociológicas (CIS) de enero de 2016 cuestionó a la ciudadanía sobre la posición ideológica de los partidos políticos españoles con una pregunta en la que el encuestado debía ubicar al partido en una escala del 1 al 10, donde el uno hacía referencia a la izquierda política y el diez, a la derecha, siendo el 5,5 el centro de la escala. De media, los encuestados ubicaron a Ciudadanos en el 6,65, en el centro-derecha. Un 19,3 % les situaba en posiciones de izquierda (entre el 1 y el 5), y un 57,6 % en posiciones de derecha (entre el 6 y el 10). El 23,2 % no sabía dónde situarlos o no contestaba.
En la autonomía de origen del partido, Cataluña, en 2013, el 75 % de los catalanes situaba el partido entre el centroderecha y la derecha y en una escala del 1 (izquierda) al 10 (derecha), en un 7,5 (casi un punto más por encima de Convergència i Unió, que obtuvo un 6,6). Los votantes de izquierda nacionalista o independentista lo situaron en la extrema derecha. Según encuestas del CIS, sus propios simpatizantes en la comunidad lo calificaban en su mayoría como un partido de derechas (47 %), seguido de quienes lo sitúan en el centro (34 %) e izquierda (19 %).
En un sondeo de SocioMétrica para el diario El Español en septiembre de 2022 se estimaba que la población española ubicaba a Cs en el 5,8 en una escala de 0 a 10 donde el cero es la extrema izquierda y el 10 la extrema derecha, habiendo así evolucionado más de un punto hacia el centro desde 2019, momento en el que el partido se acercó más al PP.

### Opiniones de expertos y medios de comunicación
En 2014, Vicenç Navarro, catedrático de Ciencias Políticas y Sociales en la Universidad Pompeu Fabra y colaborador de Podemos, asoció a Ciudadanos con comportamientos relacionados con la derecha política, afirmando que el partido pretende presentarse como de centro por el «gran descrédito que las derechas han adquirido históricamente», mientras que el politólogo Juan Carlos Triviño lo situaba en el centroderecha. El analista Ignacio Martín Blanco afirmó en 2015 que Ciudadanos «huye de las etiquetas tradicionales y se presenta como un partido de centro sin adjetivos, porque entiende que esa es la mejor manera de ensanchar su base electoral», definiendo al partido como «un catch-all-party, un partido “atrapalotodo” que aspira a atraer votantes de ideología diversa, utilizando para ello banderines de enganche como el de la regeneración política o la oposición al nacionalismo dominante en Cataluña, atractivos tanto para gente de izquierdas como de derechas». Jordi Molina, politólogo y profesor del International Business Program de la Universidad Abad Oliva CEU consideró que Ciudadanos-Partido de la Ciudadanía «se sitúa en el centroizquierda», que es el posicionamiento que inicialmente el partido tomó como propio en su fundación. El profesor de Sociología de la Universidad de Zaragoza Pau Mari-Klose declaró que «Ciudadanos es un partido de corte marcadamente liberal, situado históricamente entre el centroderecha y el centroizquierda». Para Sebastián Lavezzolo, doctor en Ciencias Políticas por la Universidad de Nueva York, «el objetivo de Albert Rivera parecería ser el de transmitir que la ideología de Ciudadanos —a pesar de enmarcarse en el eje izquierda-derecha— es la de la moderación y el pragmatismo».
Diversas fuentes, entre las que destacan el think tank español Real Instituto Elcano o el diario británico The Guardian, posicionaban a la formación en el centro político en 2015. Este último, sin embargo, pasaría a calificarlo como «de centroderecha» en 2019, 2020 y 2021. Asimismo, otras como el doctor en Derecho Constitucional David Delgado Ramos, The Economist, El País, 20 minutos, Directe.cat y el Ayuntamiento de Barcelona lo situaban en el centroizquierda entre el 2010 y el 2015. Más tarde, sin embargo, tanto 20 Minutos como El País lo posicionarían dentro de la centroderecha en 2018 y 2021, respectivamente. Algunos autores como Roberta Medda-Windischer y Andrea Carlà lo situaban ya en el centroderecha en 2015.

### Rasgos ideológicos
Oriol Bartomeus, profesor de Ciencia Política de la Universidad Autónoma de Barcelona, consideraba que si solo se analizan las propuestas del partido, «Ciudadanos es un partido próximo a la derecha por lo que respecta a la economía (liberalismo, cercanía con el mundo empresarial), pero cercano a la izquierda en los valores (aborto, matrimonios del mismo sexo)».
La socióloga Helena Béjar clasificaba a Ciudadanos en sus primeros años, 2007, dentro del «neoespañolismo», una ideología que, distanciada del españolismo tradicional, trataría de defender la unidad de España desde posiciones próximas a un «lenguaje republicano», en una postura que Molina Aparicio describía como «confusa». Más adelante otros autores han destacado por el contrario rasgos como el «no nacionalismo», la «oposición» al nacionalismo o la defensa del Estado de las autonomías, además del laicismo. El economista liberal libertario Juan Ramón Rallo ha descrito al partido como parte del «consenso socialdemócrata». Asimismo, en un principio algunos medios como El Mundo o Reuters recogieron la propia definición de Ciudadanos ―actualmente eliminada de los estatutos del partido― como socialdemócrata En diversos medios generalistas y páginas de internet ha sido asociado a rasgos constitucionalistas, liberales, autonomistas, antinacionalistas, antiindependentistas o federalistas, estos últimos en un ámbito europeo.
Federico Finchelstein identifica a Ciudadanos con un «populismo neoliberal y light».
El partido es calificado como federalista europeo, ya que es un fuerte defensor de la unidad política y económica de la Unión Europea. A nivel europeo, Ciudadanos es miembro de la Alianza de los Liberales y Demócratas por Europa y del grupo en el Parlamento Europeo; Renovar Europa.

## Programa
El ideario básico de Ciudadanos se nutre del liberalismo progresista.

### Modelo de Estado
Desde la fundación de Ciudadanos, su ideario de mínimos se ha articulado en los siguientes cinco grandes ejes:
- La convivencia interterritorial y la equidad de derechos y deberes entre todas las regiones españolas, y, sobre todo, entre todos los españoles.
- El Estado debe promover la igualdad de oportunidades de forma que ni el origen étnico, ni el idioma, ni el sexo, ni la posición económica de la familia, determine privilegios.
- Neutralidad de la Administración pública tanto en aspectos religiosos como identitarios, y defensa de los valores democráticos e ilustrados. Los sentimientos y las identidades (nacionales, regionales, religiosas, etc.) son respetables en tanto que actividades privadas, pero no se puede permitir que se impongan por delante de los derechos públicos de los individuos.
- Defensa del bilingüismo. Señalan el concepto «lengua propia» como un concepto nacionalista. En Cataluña hay dos lenguas oficiales, usadas indistintamente por sus ciudadanos, por lo que se opondrá a cualquier tipo de discriminación institucional por motivos de lengua.
- Defensa de la Constitución española de 1978, buscando cerrar el modelo autonómico y de competencias transferidas a las comunidades autónomas, y particularmente en mantener la soberanía en el conjunto de la ciudadanía española y no en las comunidades autónomas.

Ciudadanos critica cualquier tipo de nacionalismo, «incluido el nacionalismo español que defiende el señor Ynestrillas», y también el patriotismo sentimental; no obstante, Ciudadanos también ha abanderado cierto patriotismo, aunque diferenciándolo siempre del nacionalismo y en menor medida que UPyD (partido, como Ciudadanos, centrista y contrario al nacionalismo).
Cs defiende el actual Estado de las Autonomías como modelo territorial.
Se opuso al nuevo Estatuto de Autonomía catalán, que fue aprobado en referéndum el día 18 de junio de 2006, pues decía «repudiar las políticas identitarias que a su juicio lo empapan», así como el concepto de «derechos históricos» que, siempre según Ciudadanos, «se han esgrimido para justificar políticas “asimétricas” y desiguales entre territorios». Como tal, propugna un retorno al Estatuto de 1979 derogando el actual texto, que consideran impuesto sin una mayoría de más del 50 % del electorado en 2006, siendo partidario de una autonomía acorde con los límites constitucionales fijados en 1978 en la vigente Constitución.[cita requerida]
El partido respeta y no quiere eliminar los regímenes forales del País Vasco y Navarra porque considera que «no son discriminatorios por sí mismos», aunque sí que critica «el mal cálculo del cupo o aportación que, negociado entre gobiernos, ha ido produciendo importantes diferencias que han llegado a ser escandalosas», así que propone una revisión y un nuevo cálculo del cupo vasco y de la aportación navarra para que el País Vasco y Navarra dejen de ser «receptores netos».

### Política económica

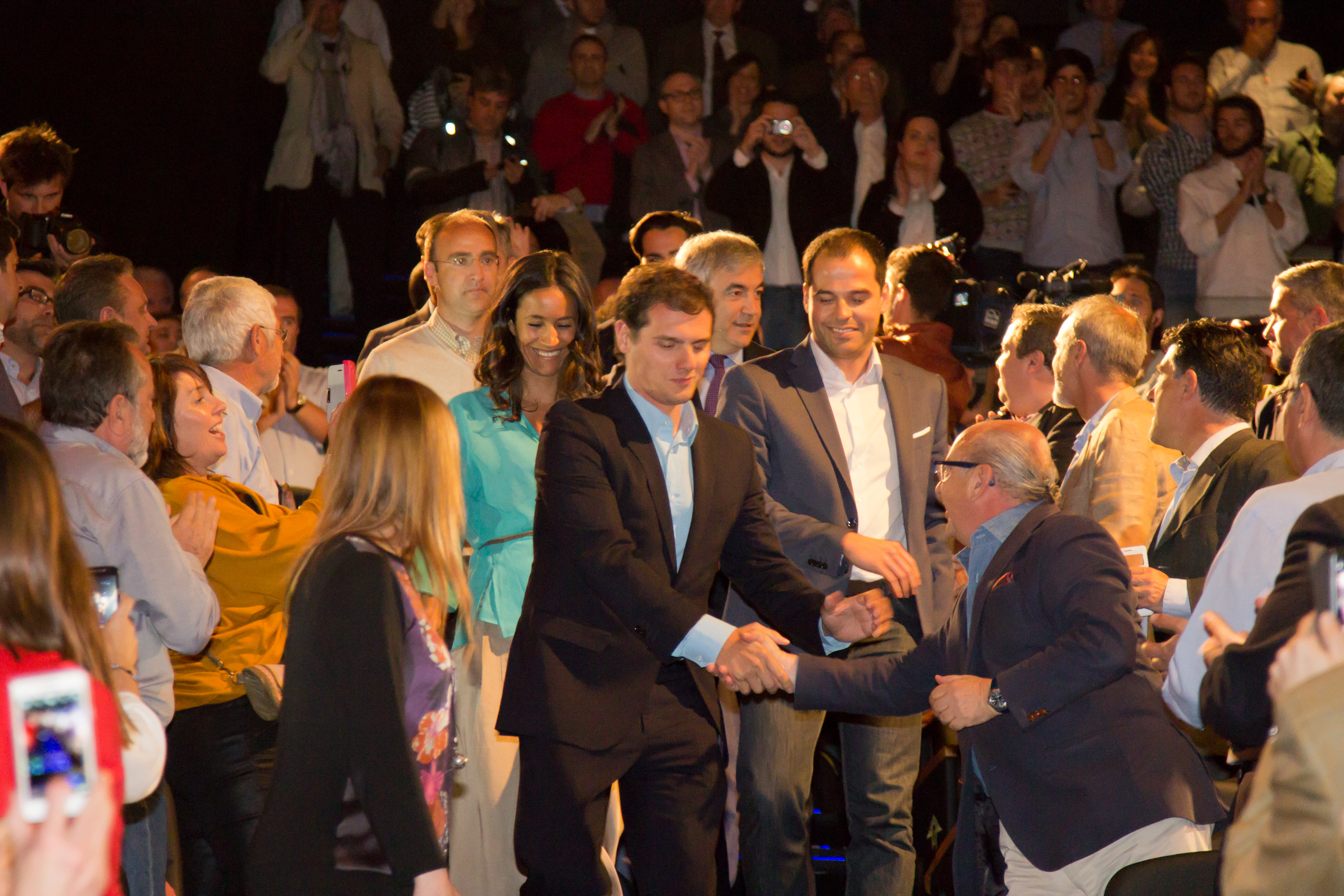
Presentación del segundo eje del programa económico.

Su programa económico de 2015 se dirigía a las personas de centro, acercándose a modelos escandinavos. Se divide, según sus declaraciones, en dos grandes apartados.
El primero, que lleva por ámbito la lucha contra la crisis, se compone a su vez de tres ejes. Su primer eje, concebido para luchar contra el paro y la precariedad, fue presentado el 17 de febrero en el Círculo de Bellas Artes de Madrid por Manuel Conthe, Luis Garicano y Albert Rivera y proponía:
- Contrato único con carácter indefinido e indemnizaciones crecientes por antigüedad.[169][346][348]
- Mochila austríaca. Cuenta individual para cada trabajador, que incluiría aportaciones empresariales y eventuales subvenciones públicas a la formación o contra el paro de larga duración. El trabajador podría disponer de este fondo cuando sea despedido o se jubile.[169][346][347]
- Bonificación en las cotizaciones a la seguridad social para las empresas que despidan menos o contraten parados de larga duración.[171]
- Cheques de formación para parados de larga duración.[169][346]
- Plan europeo contra el desempleo con un fondo común.[346]
- Segunda oportunidad para los deudores y dación en pago.[168][169][346]
- Renta complementaria anual para los salarios más bajos (Earned Income Tax Credit, en terminología estadounidense).[168][169][171][347]

Su segundo eje, presentado el 7 de abril en el teatro Goya, está concebido para impulsar las empresas y la innovación y el último se centra en una reforma tributaria.
El segundo apartado del programa económico sería el de crecimiento sostenible, también compuesto de tres ejes: reforma educativa, reforma del Estado y lucha contra la corrupción y fin del capitalismo clientelista.
Durante su proceso de refundación el partido hizo bandera de la denuncia de la supuesta insostenibilidad del sistema de pensiones, alertando de que a partir de 2035 todo lo recaudado por rentas del trabajo debería destinarse a cubrir este gasto. En un acto celebrado el 27 de octubre de 2022 en el intercambiador de Plaza de Castilla reclamaron ligar la revalorización de las pensiones al salario de los jóvenes y que esta fuera progresiva acorde a la renta de los pensionistas. El evento contó con la participación de los economistas Javier Díaz-Jiménez, profesor en IESE, y Ángel Martínez Jorge, miembro del think tank EsadeEcPol.

### Política social y libertades civiles
En cuanto a la cuestión de la igualdad de género y los derechos de la mujer, la postura de Ciudadanos ha variado a lo largo de los años en algunos aspectos. En su programa de 2015 el partido se mostraba en contra de la Ley de Violencia de Género, reclamando acabar con la "asimetría penal". Sin embargo, en la siguiente legislatura se negó a aceptar las condiciones de VOX, que pedía la derogación de esta norma como condición para apoyar el gobierno de PP y Cs en Andalucía. En cuanto al aborto, el partido siempre ha sido voluntario a su despenalización, aunque ha pasado de defender en 2015 que este no se trataba de un derecho sino de "un fracaso de la sociedad" a mantener posteriormente que la indecisión del PP sobre este tema se debe a que es un partido conservador. También ha criticado al PSOE, al que acusa de hipocresía y, de nuevo, conservadurismo por defender el aborto pero querer abolir la prostitución y mostrarse en contra de la gestación subrogada, prácticas que el partido defiende siempre que sean realizadas de forma voluntaria y/o altruista. Además el partido se opone a las cuotas de género alegando que suponen considerar a la mujer como un "ser inferior". Estas propuestas se enmarcan en la defensa de Ciudadanos del feminismo liberal, criticando la patrimonialización de este movimiento por parte de la izquierda y su deriva radical. Aunque la organización votó a favor de la "Ley del Sí es Sí", posteriormente ha considerado un error esta postura ante las rebajas de penas a delincuentes sexuales, pero defendiendo que la norma tiene aspectos positivos.
Sobre la diversidad sexual y de género, desde sus inicios el partido ha manifestado su apoyo a las personas LGBT, asistiendo a las marchas del Orgullo, con el sonado incidente que se produjo en la manifestación de 2019 de Madrid, cuando los miembros de Cs que asistieron a esta fueron increpados y expulsados por otros asistentes molestos con su política de pactos. Aparte de la defensa de la gestación subrogada altruista, propuesta enfocada en gran medida hacia las familias homoparentales, el partido defiende el matrimonio homosexual, abogando por "blindarlo" legalmente, y la adopción igualitaria, defendiendo una reducción en los obstáculos para exceder a esta. En cuanto a las personas trans, la formación también tiene una postura favorable a la protección de sus derechos, apoyando leyes en esta dirección. Sin embargo, el partido votó en contra de la Ley Trans promovida por el Ministerio de Igualdad dirigido por Irene Montero por considerar que carecía de garantías.

### Análisis de expertos
El programa lanzado por Ciudadanos en 2015 suscitó controversias. Según el catedrático de Ciencias Políticas y Sociales Vicenç Navarro las propuestas económicas de Ciudadanos estaban relacionadas con la Fundación de Estudios de Economía Aplicada, institución financiada por «las grandes empresas del IBEX 35».
En relación con la propuesta de contrato único, fueron diversas las reacciones entre los expertos. Juan Ramón Rallo, doctor en Economía y director del Instituto Juan de Mariana, afirmó que «no deja de ser una propuesta socialdemócrata». Entre los que se mostraban favorables destacan Ángel de la Fuente, economista y director de la Fundación de Estudios de Economía Aplicada, que señaló que dicho sistema tiene también algún peligro, ya que «si los costes de despido se van pagando por adelantado, el coste marginal de despedir, llegado el caso, es cero», o Javier Santacruz, economista e investigador de la Universidad de Essex. Sin embargo, Fernando Lezcano, del sindicato Comisiones Obreras, afirmó que «la parte central de la solución de la temporalidad no está en la regulación laboral».
Respecto a la renta complementaria, Rallo destacó que «es infinitamente más sensata que la renta básica», pero, en su opinión, tendría «más sentido bajar impuestos». Santacruz manifestó que «la renta complementaria puede generar […] una reducción de los salarios igual a la renta complementaria o que una masa salarial pase a la economía sumergida». Fernando Lezcano se mostró desfavorable, ya que, a su parecer, la solución es que los empresarios «paguen buenos salarios». Jorge Galindo, de Politikon, dijo que «la prioridad es cambiar el sistema de bienestar español que es extremadamente poco redistributivo».
Sobre la segunda oportunidad para los deudores, Iñigo Sagardoy, presidente de un bufete de abogados, se mostró favorable, así como De la Fuente, con matices, y Santacruz. A juicio de Comisiones Obreras, la medida sería insuficiente.

### Pacto anticorrupción
En enero de 2011, Cs presentó al resto de partidos políticos un pacto anticorrupción resumido en un decálogo de medidas que, a través de una serie de modificaciones legales orientadas a la prevención, disuasión y al control económico, pretende «restaurar entre todos la confianza de los ciudadanos en sus políticos». Entre las principales novedades que plantea este decálogo se encuentra la responsabilidad patrimonial subsidiaria de los partidos, medida que exige «el compromiso de los partidos a asumir la responsabilidad que les corresponde de reparar el mal causado tras un caso de corrupción en sus filas, a través de la devolución del dinero sustraído del erario público». También compromete a una reforma del Código Penal, de manera que la financiación irregular esté tipificada como delito y tenga su propia pena, y a la exclusión de la corrupción política del debate político para que la corrupción no sea utilizada como un arma política y todos los casos sean tratados por igual. Esta propuesta incluye además un sistema de control económico en los partidos orientado a la transparencia: declaración pública del patrimonio, control de las cuentas de los partidos e instituciones, transparencia de financiación de los partidos políticos y fundaciones y la regulación de las donaciones y limitación del gasto electoral. Ninguno de los partidos se sumó al pacto lo que obligó a Cs a proponer dos años después una cumbre anticorrupción con todos los partidos.[cita requerida]

## Organización

### Estructura

#### Órganos de deliberación democrática
Las Agrupaciones son el órgano básico de participación, integración y relación de los afiliados. Los afiliados de Ciudadanos podrán participar en cualquier agrupación, con independencia de cual sea la agrupación a la que están adscritos. El órgano colegiado de gobierno de la agrupación es su Junta directiva, compuesta por un mínimo de tres y un máximo de siete miembros, elegidos por la afiliados de la agrupación mediante listas cerradas. Actualmente, el partido cuenta con numerosas agrupaciones repartidas por la geografía española.

#### Órganos territoriales
Ciudadanos se estructura a nivel territorial a través de Comités que comprenden distintos ámbitos. Así, Cs cuenta con Comités autonómicos, Comités provinciales e insulares y comités locales. Estos coordinan en sus respectivos ámbitos las actividades necesarias para la realización de las resoluciones, acuerdos, programa, documentos y demás decisiones adoptadas por los órganos superiores del partido. Además pueden formular propuestas en el ámbito de sus cometencias a los órganos competentes del partido. Cada comité está presidido por su respectivo Presidente, que a su vez desempeña su portavoz.
Los presidentes de los Comités Autonómicos son miembros natos del Comité Nacional de Ciudadanos y pueden designar un sustituto en caso de que ya fuesen miembros de este órgano en calidad de miembros no natos.

#### Órganos nacionales colegiados

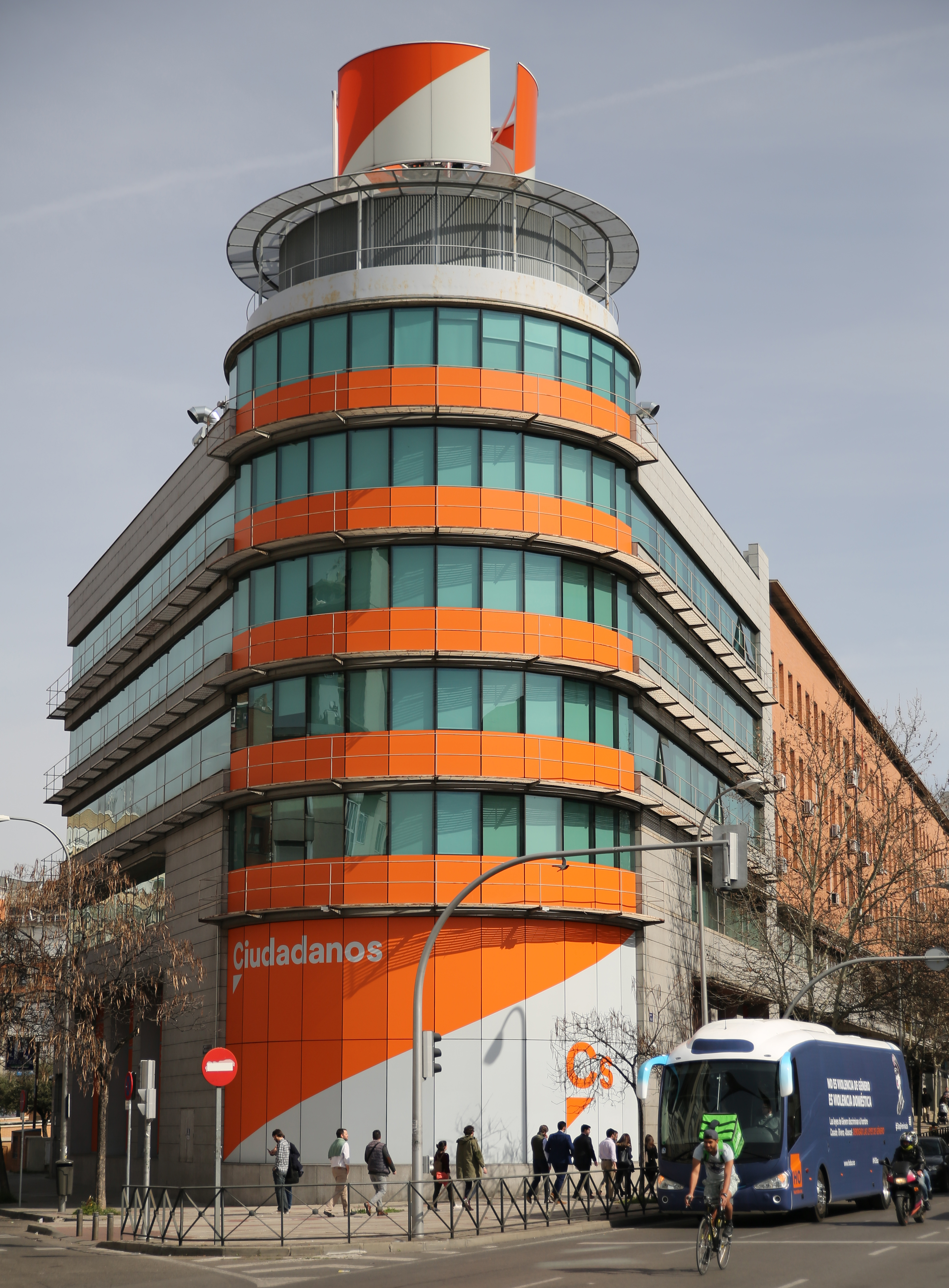
Antigua sede de Ciudadanos en la calle de Alcalá.

El partido tiene cuatro órganos nacionales colegiados: la Asamblea General, el Consejo General, el Comité Nacional y el Comité Permanente.
La Asamblea General es el órgano supremo de gobierno de la formación y está formada por el conjunto de sus afiliados, actuando directamente o por medio de compromisarios.
El Consejo General es el máximo órgano del partido entre Asambleas Generales. Entre sus funciones está la de fijar las grandes líneas de actuación política de Ciudadanos, dentro del marco y las resoluciones de la Asamblea. Está compuesto por 125 miembros elegidos por la Asamblea General mediante listas abiertas y los integrantes del Comité Nacional. El Consejo General está dirigido por los copresidentes, que estarán asistidos por una mesa, siendo uno elegido por el Consejo de entre sus miembros y el otro uno de los Presidentes de los Comités Autonómicos de forma rotatoria cada seis meses.
El Comité Nacional es el órgano colegiado encargado de la gestión administrativa y de la dirección de las actividades políticas del partido, en el marco de las directrices, programas y resoluciones adoptadas por la Asamblea General y el Consejo General de la formación. Está compuesto por 22 miembros natos, por hasta 3 vocales designados por el Comité Permanente y entre 15 y 30 miembros no natos incluyendo al secretario general, portavoz político, vicesecretario general y coordinador nacional.
El Comité Permanente es el órgano permanente de dirección del partido. Está integrado por el secretario general, el portavoz político, el vicesecretario general, el coordinador nacional y hasta 12 miembros no natos del Comité Nacional.

#### Órganos nacionales unipersonales de dirección
El secretario general ostenta la representación política y legal del partido. Preside el Comité Nacional y del Comité Permanente. Dirige, gestiona y administra el partido a través de la presidencia de los anteriores órganos, sin perjuicio de las competencias que correspondan al portavoz político. El secretario general del partido desde octubre de 2024 es Carlos Pérez-Nievas.
El portavoz político ejerce con carácter ordinario la representación político-institucional del partido, en los ámbitos español e internacional, así como en el seno de la Unión Europea. En esos ámbitos y con carácter ordinario, también difundirá los posicionamientos políticos del Partido. Será también el candidato a la Presidencia del Gobierno de España tras superar el correspondiente proceso de primarias. 
El vicesecretario general ostenta la representación política del Partido en sustitución del secretario general, cuando sea necesario. Acompaña al secretario general en sus funciones mediante el asesoramiento y su participación en el Comité Nacional y en el Comité Permanente. Realiza, de forma conjunta y coordinada con el coordinador nacional y bajo la superior dirección del secretario general, la supervisión de las secretarías designadas, en el seno del Comité Permanente y, en su caso, adopta las instrucciones y directrices adecuadas para la correcta realización de lo acordado. El actual vicesecretario general del partido es Mariano Fuentes desde el 12 de enero de 2023.
El coordinador nacional es la persona a cargo de dar impulso y ejecución de los acuerdos, resoluciones y decisiones de los órganos superiores del partido, así como de la implantación nacional del mismo. Realiza, bajo la superior dirección del secretario general y de forma coordinada con el vicesecretario general, la supervisión de las secretarías designadas en el seno del Comité Permanente y, en su caso, adopta las instrucciones y directivas adecuadas para la correcta realización de lo acordado. El actual coordinador nacional del partido es Carlos Pérez-Nievas desde el 12 de enero de 2023.

#### Órganos de garantías
La Comisión de Garantías es el órgano encargado de velar por el funcionamiento democrático del partido y de actuar como garante de los derechos de los afiliados. La Comisión de Garantías está formada por nueve miembros, cuatro de ellos elegidos por la Asamblea General mediante listas abiertas, dos nombrados por el Comité Nacional y tres elegidos por el Consejo General mediante listas abiertas. Cuenta con un presidente y un secretario elegido de entre sus miembros.
La Comisión de Régimen Disciplinario es el órgano competente para incoar, tramitar y resolver, en primera instancia, los expedientes disciplinarios. La Comisión está compuesta por cinco miembros, dos designados por el Comité Nacional y tres elegidos por el Consejo General mediante listas abiertas.
El Gabinete de cumplimiento es el órgano permanente, delegado por el Consejo General, encargado de desplegar, con poderes autónomos de información, inspección y control, la supervisión de la organización y la gestión del partido, para prevenir, identificar y gestionar cualquier posible delito en el seno o nombre del partido, así como de velar y supervisar el cumplimiento de la legislación, de la normativa interna y de los compromisos voluntariamente adquiridos por el partido en orden a la prevención de los delitos. Está dirigido por un director nombrado por el Consejo General.

### Líderes nacionales
| Presidente | Presidente           | Mandato   |
| ---------- | -------------------- | --------- |
| 1.         | Albert Rivera        | 2006-2019 |
| -          | Manuel García Bofill | 2019-2020 |
| 2.         | Inés Arrimadas       | 2020-2023 |
| 3.         | Carlos Carrizosa     | 2023-2024 |

| Secretario general | Secretario general    | Mandato         |
| ------------------ | --------------------- | --------------- |
| 1.                 | Antonio Robles        | 2006-2007       |
| 2.                 | Manuel García Bofill  | 2007-2009       |
| 3.                 | Matías Alonso         | 2009-2017       |
| 4.                 | José Manuel Villegas  | 2017-2020       |
| 5.                 | Marina Bravo          | 2020-2023       |
| 6.                 | Adrián Vázquez Lázara | 2023-2024       |
| 7.                 | Carlos Pérez-Nievas   | 2024-actualidad |

| Portavoz Nacional | Portavoz Nacional | Mandato         |
| ----------------- | ----------------- | --------------- |
| 1.                | Jordi Cañas       | 2007-2012       |
| 2.                | Matías Alonso     | 2012-2017       |
| 3.                | Inés Arrimadas    | 2017-2020       |
| 4.                | Melisa Rodríguez  | 2020-2021       |
| 5.                | Edmundo Bal       | 2021-2023       |
| 6.                | Patricia Guasp    | 2023            |
| 7.                | Jordi Cañas       | 2023-actualidad |

| Vicesecretario General | Vicesecretario General          | Periodo          |
| ---------------------- | ------------------------------- | ---------------- |
| 1.                     | José Manuel Villegas            | 2015-2017        |
| -                      | Vacante                         | 2017-2020        |
| 2.                     | Carlos Cuadrado y Joan Mesquida | 2020-2021 y 2020 |
| 3.                     | Edmundo Bal y Daniel Pérez      | 2021-2023        |
| 4.                     | Mariano Fuentes                 | 2023             |

| Coordinador Nacional (Secretario de Organización hasta 2023) | Coordinador Nacional (Secretario de Organización hasta 2023) | Periodo         |
| ------------------------------------------------------------ | ------------------------------------------------------------ | --------------- |
| 1.                                                           | Albert Roig                                                  | 2007-2011       |
| 2.                                                           | José Manuel Villegas                                         | 2011-2014       |
| 3.                                                           | Fran Hervías                                                 | 2014-2020       |
| 4.                                                           | Borja González                                               | 2020-2022       |
| 5.                                                           | Carlos Pérez-Nievas                                          | 2022-actualidad |

| Portavoz en el Congreso | Portavoz en el Congreso | Periodo   |
| ----------------------- | ----------------------- | --------- |
| 1.                      | Juan Carlos Girauta     | 2016-2019 |
| 2.                      | Inés Arrimadas          | 2019-2023 |

| Secretario general en el Congreso | Secretario general en el Congreso | Periodo   |
| --------------------------------- | --------------------------------- | --------- |
| 1.                                | Miguel Ángel Gutiérrez            | 2016-2019 |
| 2.                                | José María Espejo-Saavedra        | 2019-2023 |

| Portavoz en el Senado | Portavoz en el Senado   | Periodo   |
| --------------------- | ----------------------- | --------- |
| 1.                    | Francisco Javier Alegre | 2016-2018 |
| 2.                    | Lorena Roldán           | 2018-2020 |
| 3.                    | Tomás Marcos            | 2021      |
| 4.                    | Miguel Sánchez          | 2021-2023 |

### Financiación
Ciudadanos publica sus cuentas y créditos bancarios públicamente en su página web y tiene un órgano de control interno, la Comisión de cumplimiento. Para financiar sus campañas electorales, puso en el pasado a disposición de afiliados y simpatizantes la posibilidad de adquirir bonos retornables y microdonaciones.

### Imagen

#### Logotipo
El logotipo de Ciudadanos es una C formada por 17 líneas en semicírculo ubicadas a la izquierda del nombre del partido. Simboliza, según el propio partido, una ‘C’ que manifiesta el valor de cada ciudadano y que también representa a la soberanía nacional en forma de hemiciclo parlamentario. Este logotipo, junto con el color verde que se añadió a la imagen del partido, son también una referencia al de la antigua Unión de Centro Democrático.
El logo de CS hasta 2023 representaba un bocadillo de diálogo, que era el logotipo inicial de la formación. Con ello se buscaba simbolizar que "el partido nace de la sociedad civil para dar voz a la gente de la calle" y que "su voz llegue al Parlamento", en palabras del exsecretario de Comunicación de Cs, Fernando de Páramo. Según el diseñador original del logo, Rafael Celda, la idea principal que buscaba transmitir es que "los ciudadanos hablan", no solo en castellano sino también en el resto de lenguas cooficiales a las que se adapta el logo. Además el apóstrofe que tenía el logo en sus primeras versiones trataba de indicar "el plural del nombre y también, como en inglés, la pertenencia", de forma que si la C mayúscula simbolizaba a "los ciudadanos", el apóstrofe y la "s" significaban "de los ciudadanos". El color naranja se eligió porque no había sido patrimonializado por ningún otro partido y tenía connotaciones de salud, vitalidad, fuerza o alegría. Desde que se crease el primer logotipo de Ciudadanos en 2006 con la fundación del partido, este evolucionado a lo largo de los años, sufriendo modificaciones y rediseños en 2009, 2013 y 2017.
Ciudadanos ha usado otros logotipos que han complementado su marca principal. El más famoso y antiguo de ellos es el llamado "corazón tribandera", creado en un principio de cara a las elecciones catalanas de 2012 como parte de un mensaje que buscaba "romper el tópico de la resistencia del no-nacionalismo" en Cataluña y "dar la batalla cultural". Con este se pretendía crear un sistema de imagen que fuera capaz de construir una narrativa y un relato "alternativo, positivo, constructivo e incluyente" que rompiese con las "construcciones del nacionalismo catalán". De esta forma, Jordi Cañas, miembro histórico del partido, propuso el isotipo con el fin de normalizar el uso de las banderas como forma de una identidad que representase "los valores positivos de la libertad, la igualdad y los derechos y deberes de los ciudadanos". Su uso se popularizó entre los partidarios de la permanencia de Cataluña durante las movilizaciones contrarias al referéndum de independencia de 2017. Posteriormente el partido ha extendido el uso del símbolo al resto de las Comunidades Autónomas de España, adaptándolo a la bandera de cada una. Adicionalmente ha creado una versión "bibandera", únicamente con las enseñas de España y Europa para su suso a nivel nacional y europeo.
A partir de su Convención ciudadana de 2021, la cual tuvo entre sus objetivos asociar a Ciudadanos con la ideología liberal, el partido ha comenzado a usar un nuevo logotipo con la palabra "liberales" como marca que acompaña e incluso sustituye en muchas ocasiones su símbolo tradicional.
A principios de 2023, con motivo de la "refundación" del partido, Ciudadanos sustituyó oficialmente su logotipo por un nuevo diseño que incorpora el color verde además del naranja, cambiando los colores del partido por primera vez desde 2006. Este incluye las mismas siglas de Cs con la inclusión de un medio círculo rallado al principio.
En abril de 2024, el partido recuperó su logo de 2017 a raíz de la convocatoria de las elecciones catalanas como una reivindicación de los triunfos pasados del partido.

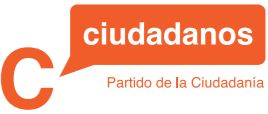
Logotipo (2006 ~ 2009).
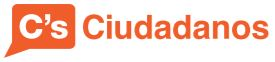
Logo (2009 ~ 2013).
Logo (2013 ~ 2017).
Logo (2017 ~ 2023) y 2024~
Logo (2017 ~ 2013) y 2024~
Logo (2023 ~ 2024)
Logo (2023~ 2024)

Logotipo de Cs en catalán (2017 a 2023) y desde 2024 a raíz de las elecciones catalanas del 12-M.
Logotipo en gallego (2017 ~ 2023).
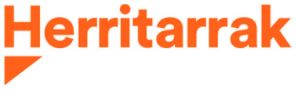
Logo en en vasco (2017 ~  2023).

#### Marcas complementarias

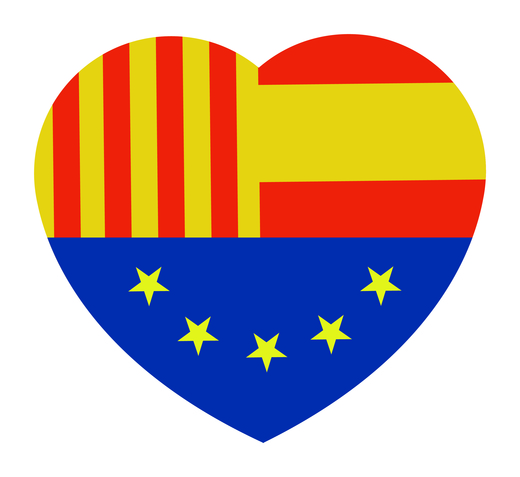
Corazón tribandera usado en Cataluña.
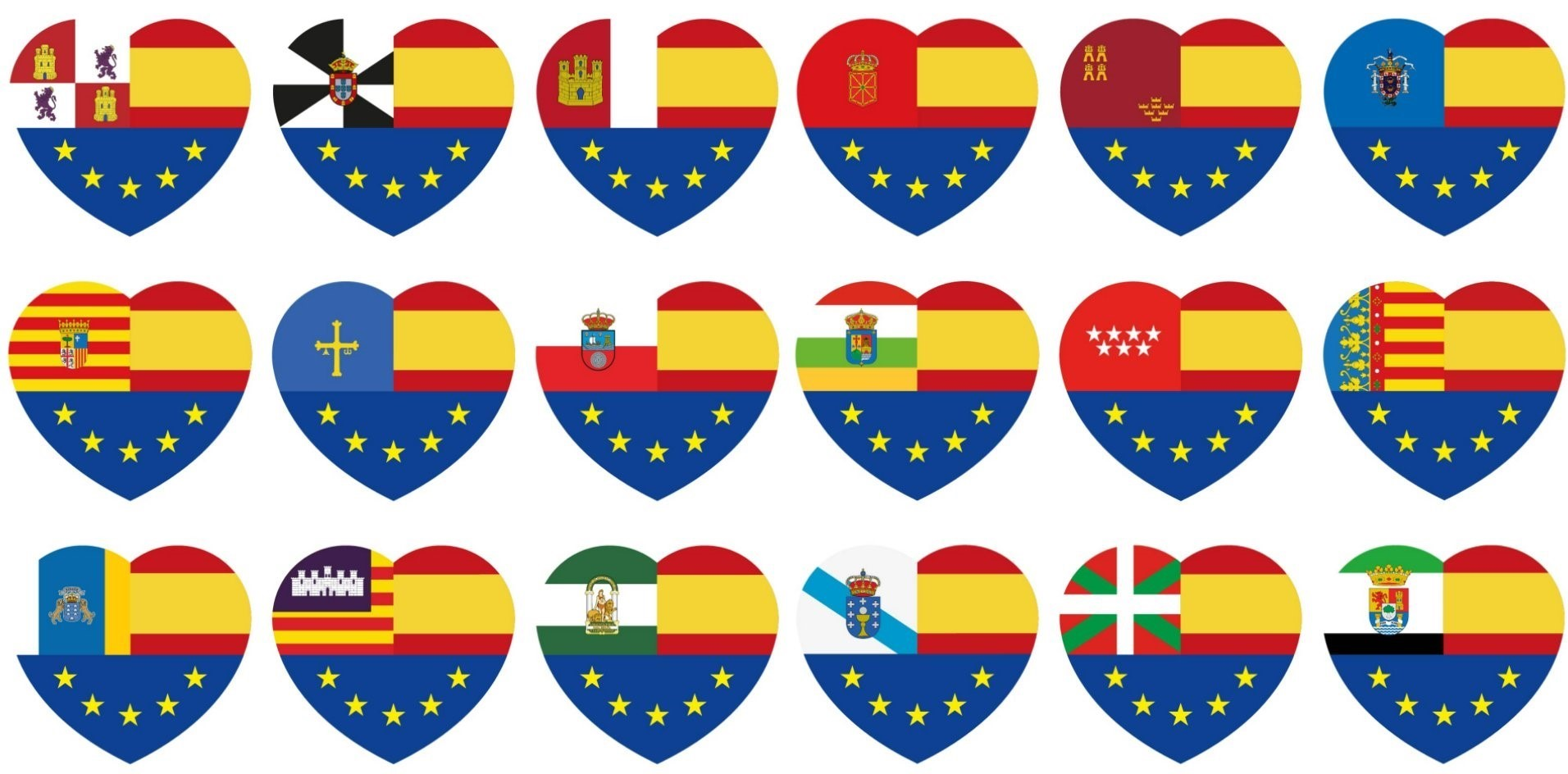
Corazones tribanderas para el resto de CCAA.
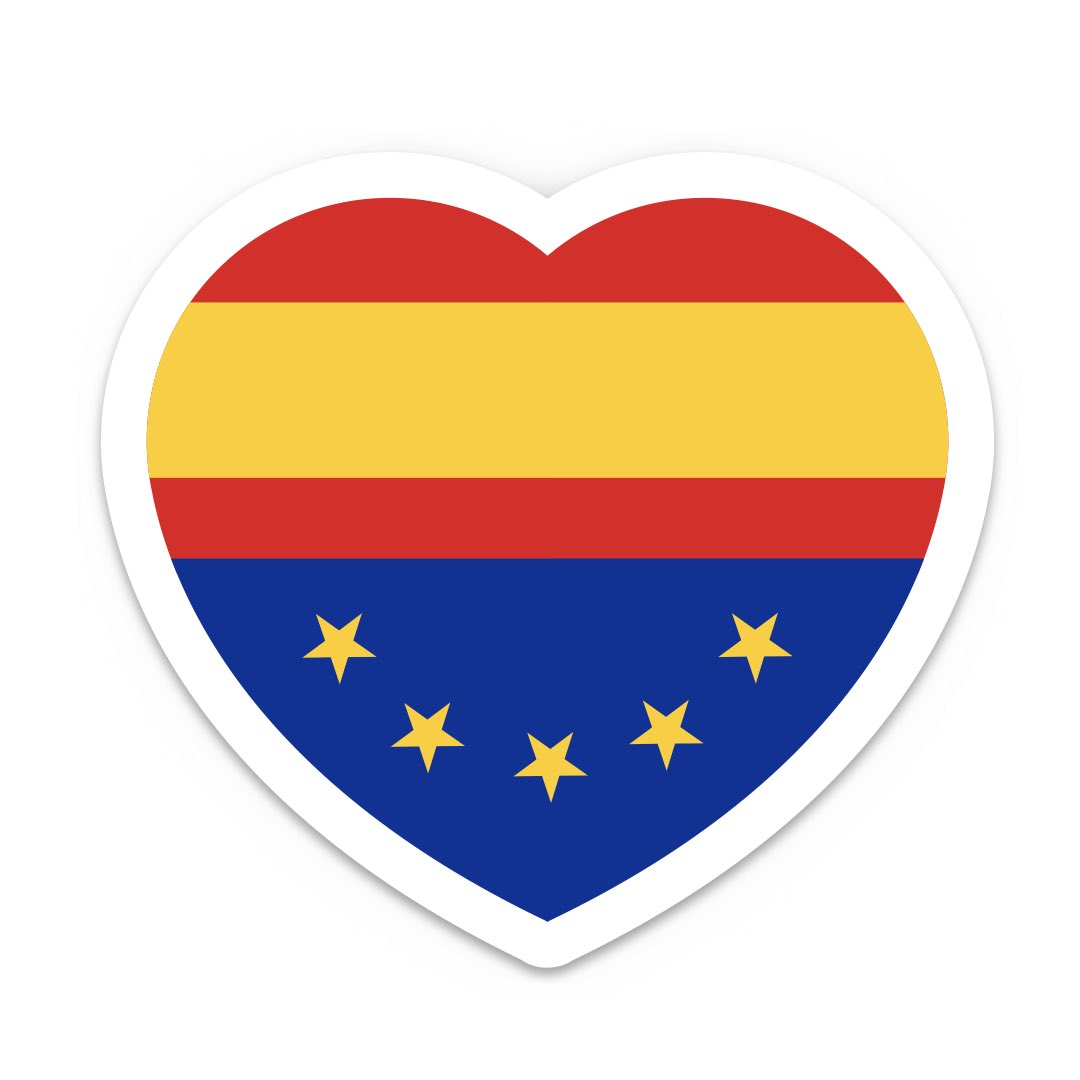
Corazón bibandera usado a nivel nacional y europeo.
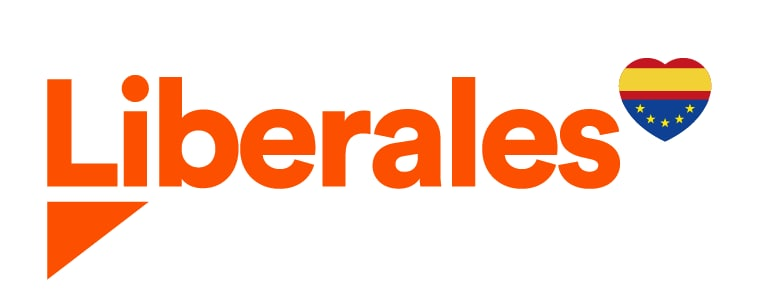
Logotipo de la marca "Liberales" usado por Ciudadanos (2021 ~ 2023).

## Relaciones con otros partidos

### Unión Progreso y Democracia

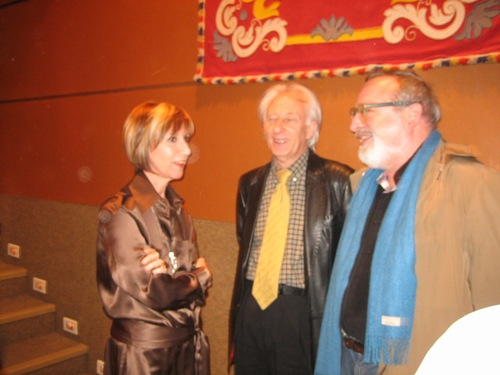
Rosa Díez, Albert Boadella y Fernando Savater en 2007.

Desde que en 2007 se anunció la creación de Unión Progreso y Democracia (UPyD), se especuló con la posibilidad de un acuerdo con Ciudadanos – Partido de la Ciudadanía, bien de fusión, bien de coalición, debido a la similitud de sus fines y discursos.[cita requerida] 
En enero de 2008, Arcadi Espada se declaró «francamente cabreado» por la aparición de UPyD, y calificó de «lamentable» y «grotesco» el hecho de que no hubieran llegado a ningún acuerdo.
De cara a las elecciones generales de 2008, se formalizó una petición a UPyD para consolidar una unión entre ambas formaciones, que fue rechazada por su portavoz Rosa Díez. Igual pasó con las elecciones europeas de 2009 y con las elecciones autonómicas catalanas de 2010, donde UPyD no obtuvo representación. Ya el 2 de octubre de 2010 Xavier Pericay había advertido del peligro que podría conllevar que UPyD dividiera el voto no nacionalista en Cataluña y que sería «imperdonable» que la «voz no nacionalista se quedara fuera del Parlamento de Cataluña por la concurrencia de UPyD a las elecciones autonómicas catalanas».
Durante las elecciones generales de 2011, Ciudadanos propuso por cuarta vez sumar con UPyD; nuevamente fue rechazada la propuesta y, por ello, Cs decidió no presentarse para no dividir el voto.
El 1 de noviembre de 2013, en el segundo congreso de UPyD, el filósofo y escritor Fernando Savater declaró que «No debemos huir, por personalismos, de unirnos con otros partidos», en clara alusión a unirse con Ciudadanos. Rosa Díez, en una entrevista en Onda Cero tres días después, volvió a rechazar tajantemente cualquier tipo de pacto con el partido: «Se acabó, no hay más que hablar».
En 2014, el político de UPyD Francisco Sosa Wagner abogó por un acercamiento a Ciudadanos, lo que generó debate interno dentro del partido liderado por Rosa Díez. Tras las elecciones autonómicas andaluzas de marzo de 2015, varios miembros de UPyD abandonaron la formación para integrarse en Ciudadanos. En 2015 tras las elecciones autonómicas andaluzas de marzo de 2015 se crea Plataforma Encuentro con miembros de UPyD que estaban de acuerdo con integrarse en Ciudadanos.
De cara a las elecciones al Parlamento Europeo de 2019 Ciudadanos y UPyD acordaron la integración de varios cargos en las listas de Cs, sin suponer esto la creación de una coalición electoral ni la fusión de ambos partidos. De esta forma resultó electa como número dos la eurodiputada Maite Pagazaurtundúa. El entonces líder de UPyD, Cristiano Brown fue número once en listas, pero no resultó electo. Además, Fernando Savater cerró las listas de forma simbólica. También se acordó la integración de miembros de UPyD en listas de Cs de cara a las elecciones autonómicas y municipales de ese mismo año, así como la renuncia de UPyD a presentarse a las elecciones generales del 28 de abril.
Para las elecciones generales de España de noviembre de 2019 ambos partidos acordaron de nuevo la integración de miembros de UPyD en las listas de Ciudadanos al Congreso como independientes. En esta ocasión Cristiano Brown, todavía líder de los magentas, fue como número siete en las listas, pero debido a la debacle de Ciudadanos no resultó electo. De nuevo Fernando Savater cerró la lista por Madrid.
Finalmente el 6 de diciembre de 2020, UPyD anunció su disolución tras ser decretada su liquidación. Con ello todos los cargos electos del partido que contaban con representación institucional gracias a los pactos alcanzados con Cs continuaron como independientes o se afiliaron al partido. La disolución de UPyD supuso el fin de la coexistencia de dos partidos que en el pasado compitieron por el mismo espacio electoral, pasando a ser Cs el único partido con una importancia considerable en ocupar dicho espacio.

### Agresiones contra Ciudadanos
Cs ha señalado el «clima de confrontación que está creando las políticas independentistas del Govern de la Generalitat que está rompiendo la convivencia y la cohesión social en Cataluña». El partido ha denunciado reiteradamente la presión y acoso que sufren las formaciones no nacionalistas en Cataluña, atribuyendo estos ataques a individuos del entorno independentista. Se han producido agresiones a militantes y ataques a sedes del partido por parte de extremistas independentistas.
En noviembre de 2006 un joven fue agredido en la Universidad Autónoma de Barcelona por el hecho de vestir una camiseta del partido.
En septiembre de 2007, el propio Albert Rivera recibió en su domicilio particular amenazas de muerte para que en un plazo de dos meses abandonase «su política contra el nacionalismo». Dos años después, se condenó a dos miembros de Juventudes de Esquerra Republicana de Catalunya (JERC) como perpetradores del acto.
En julio de 2013 otro militante del partido fue agredido en Morell por este hecho, propinándole un puñetazo a la vez que le espetaba «¡españolista!».
En 1 de diciembre de 2013 la sede central de Cs sufrió un segundo ataque en menos de un año. Un grupo de desconocidos arrojaron piedras contra el edificio y rompieron varios cristales. Ante ello, Cs decidió presentar una declaración institucional para que fuese aprobada en el Parlamento de Cataluña, condenando expresamente la violencia y pidiendo «el respeto absoluto a la pluralidad política».
A lo largo de toda la historia del partido la confrontación con este tipo de formaciones ha sido constante, siendo algunos de los hechos más relevantes los acontecidos durante el último trimestre de 2017 tras el Referéndum ilegal de independencia de Cataluña. Después de la victoria de Ciudadanos en las elecciones catalanas de ese año la formación se convirtió en el principal partido de la oposición en dicho Parlamento, convirtiéndose en la principal fuerza frente a los independentistas catalanes.

### Escisiones
- Para las Elecciones al Parlamento Europeo de 2024 (España): 
  - Izquierda Española (IZQESP): La Tercera España, el think tank El Jacobino, exmiembros de Unión Progreso y Democracia y Ciudadanos (España).[412] [413] [414][415] Candidato: Guillermo del Valle Alcalá.[416] Para configurar una única candidatura de centro anti-independentistas, anti-extrema derecha, anti-extrema izquierda. 
    - Exmiembros de ¡Basta Ya!, Plataforma Pro, Foro de Ermua, Unión Progreso y Democracia, Ciutadans de Catalunya/Ciudadanos (España), Contigo Somos Democracia, Izquierda Española, Unión Centrista Liberal, Centro Democrático Liberal, Unión de Centro Liberal, Centro Democrático Español, Coalición de Centro Democrático, Alianza de Centro Democrático, etc. se fusionan en La Tercera España o Nexo, cuyos impulsores son Fernando Savater, Francisco Igea, Francisco Sosa Wagner, Andrés Trapiello, Elvira Marcos, Gabriela Bustelo, Iñaki Ezkerra, Carlos Morán Molla · (vs. Carlos Morán), Roberto Vázquez White, Ángela Vallvey, Miguel Ángel Ferrero o Cristiano Brown y otros cerca de 50 miembros en su manifiesto.[412] [413] Para constituir un “partido reformista y progresista” que no se adhiere “ni con la izquierda, ni con la derecha”.

  - Cree en Europa (CREE EN EUROPA): coalición de Contigo Somos Democracia, Cree Nexo y exmiembros de Unión Progreso y Democracia y Ciudadanos (España). Candidato: César Vera Prieto[417]con el respaldo de Edmundo Bal.[418]
- Valents[419] (Cataluña) (se disuelve tras las generales 2023 y la mayoría de sus afiliados se integran en La Tercera España o Nexo posteriormente la mayoría de afiliados y simpatizantes de La Tercera España y Nexo se pasan a Contigo Somos Democracia)
- Contigo Somos Democracia[420] (Toda España excepto Cataluña)
  - Elecciones a las Cortes Valencianas de 2023: Se presentan dentro de la coalición Coalición Unidos (en valenciano, « Coalició Units»), más conocida simplemente como Units, es una coalición política española de ámbito valenciano, creada por Contigo Somos Democracia, Lo Nostre y Valencia Unida. Coalición electoral para participar conjuntamente en las Elecciones a las Cortes Valencianas de 2023.
- Ganar La Rioja[421] (La Rioja)
- Constitucionalistas[422] (principalmente Provincia de Málaga)
- Zamora Sí[423] (Provincia de Zamora)
- Alianza Cívica[424] (principalmente Comunidad de Madrid)